# Hindernis (Pferdesport)

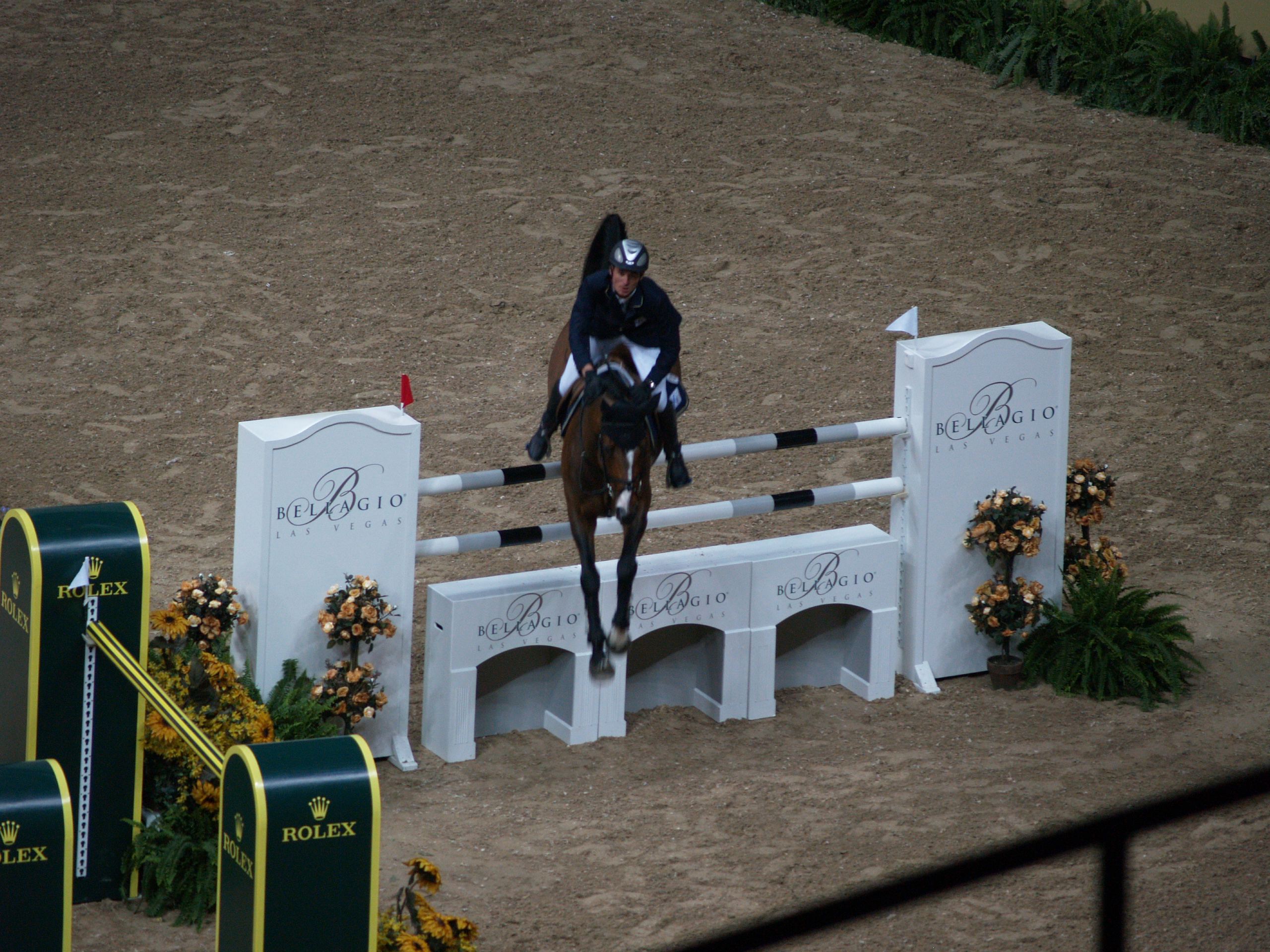
Steilsprung mit 2 Stangen, Dekorelementen als Unterfang und breiten Fangständern

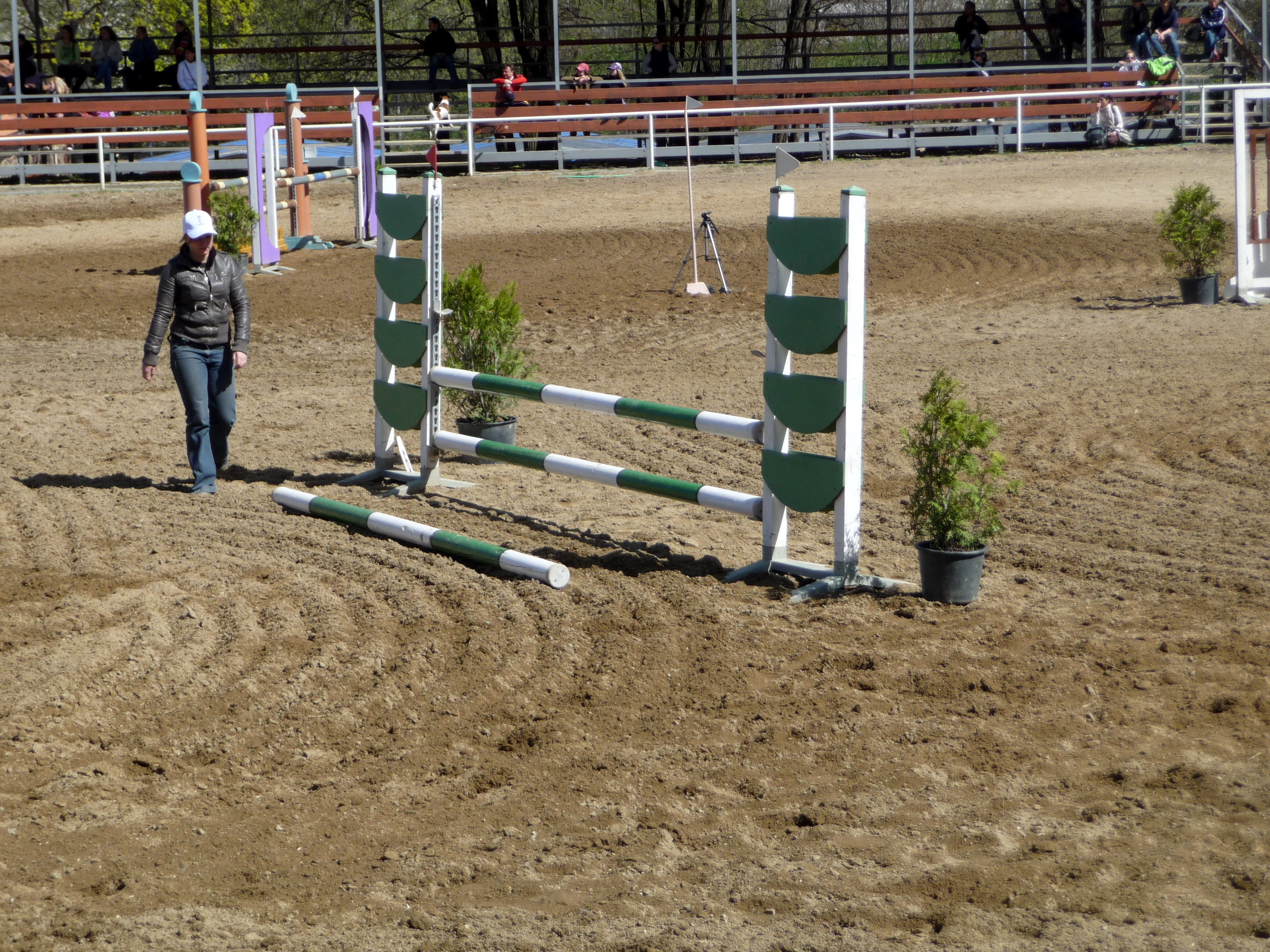
Die Auflagen der abgeworfenen Stange sind erkennbar. Die Auflagen passen in die Löcher der Eisenschiene am Ständer.

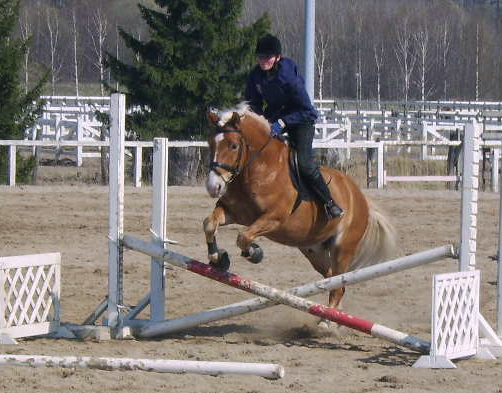
Nach dem Kreuz liegt eine Stange am Boden, die das Pferd dazu anregt konzentriert und ruhig weiter zu galoppieren.
Einfache Sprungständer. Kerben für die Sprungauflagen auf der Außenseite. Diese Bauweise ist leichter als mit Eisenschienen.

Hindernisse gibt es in mehreren Disziplinen des Pferdesports. Es gibt Hindernisse, die gesprungen werden müssen, beispielsweise beim Springreiten, Jagdreiten und bei der Vielseitigkeit und Hindernisrennen. Es gibt aber auch Schritt- und Trab-Cavalettis oder Stangen die in der entsprechenden Gangart ohne Sprung überwunden werden.
Fahrsport-Hindernisse müssen durchfahren werden.
- Bestandteil einer Geländestrecke beim Vielseitigkeitsreiten
- Hindernis auf einer Pferderennbahn für Hürdenrennen
- Hindernis auf einer Pferderennbahn für Jagdrennen
- Hindernis auf einer Jagdstrecke beim Jagdreiten
- Hindernis im Fahrsport beim Hindernisfahren (Kegelfahren)
- Hindernis im Fahrsport beim Geländefahren (Marathon)
- Geschicklichkeitparcours für Gelassenheitsprüfungen, die Bodenarbeit und im Westernreiten für die Disziplin Trail

Hindernisse für den Fahrsport, das Springreiten und die Vielseitigkeit werden im Folgenden beschrieben.

## Allgemeines
Alle Hindernisse im Pferdesport sollten so beschaffen sein, dass die Verletzungsgefahr gering ist. Eine Gefahr ist, dass ein Pferd auf eine am Boden liegende Stangen tritt, weil eine Stange an die falsche Stelle gerollt ist. Darum sollten Stangen gegen Wegrollen gesichert werden und auf die richtigen Abstände geachtet werden.
Meistens werden schwere, standfest und solide Hindernisse bevorzugt. Fichtenholz mit einer normalen Restfeuchte von 15 % hat eine Dichte von rund 400 kg/m³. Damit wiegt eine Stange von vier Metern Länge bei zehn Zentimetern Durchmesser bereits 12 Kilogramm. Hindernisständer, insbesondere Fangständer sind wesentlich schwerer, vor allem wenn sie gelochte Eisenschienen für die Sprungauflagen haben. Deshalb werden immer mehr leichte Hindernisse aus Aluminium oder splittersicherem Kunststoff verwendet. Bei einem zuverlässigen Pferd können unter Umständen zwei zusammengesteckte „Schwimmnudeln“ statt einer Hindernisstange mit Erfolg verwendet werden, vorausgesetzt die Schwimmnudeln werden gut festgeklemmt. Bei der Ausbildung junger Pferde empfiehlt sich das nicht. Für die Bodenarbeit werden häufig plastikummantelte weiche schaumgummiartige Elemente verwendet, die beim Drauftreten nachgeben. Sie werden auf den Boden gelegt oder aufeinander gestapelt. Alternativ können im Training 3 m lange Stangen mit 8 cm Durchmesser, die nur noch rund 6 kg wiegen, zusammen mit leichten Aluminium-Ständern verwendet werden.
Hindernisstangen und Ständer müssen gegen Feuchtigkeit geschützt gelagert werden, damit sie sich nicht vollsaugen, noch schwerer werden und verrotten. Das Holz muss behandelt werden. Meistens werden sie zunächst weiß grundiert und anschließend mit einem bunten Anstrich versehen.

## Hindernisse beim Springreiten

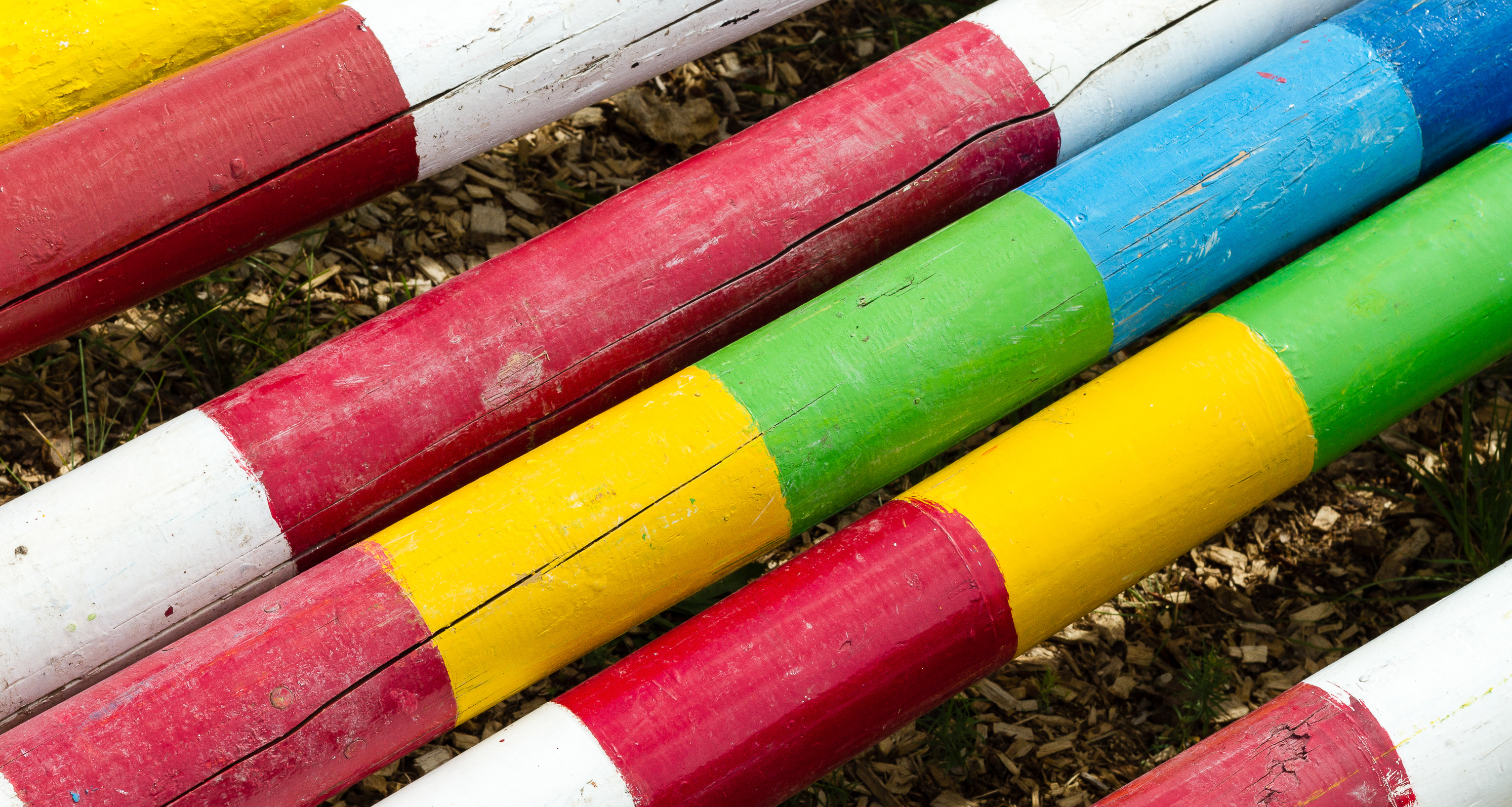
Hindernisstangen aus Holz

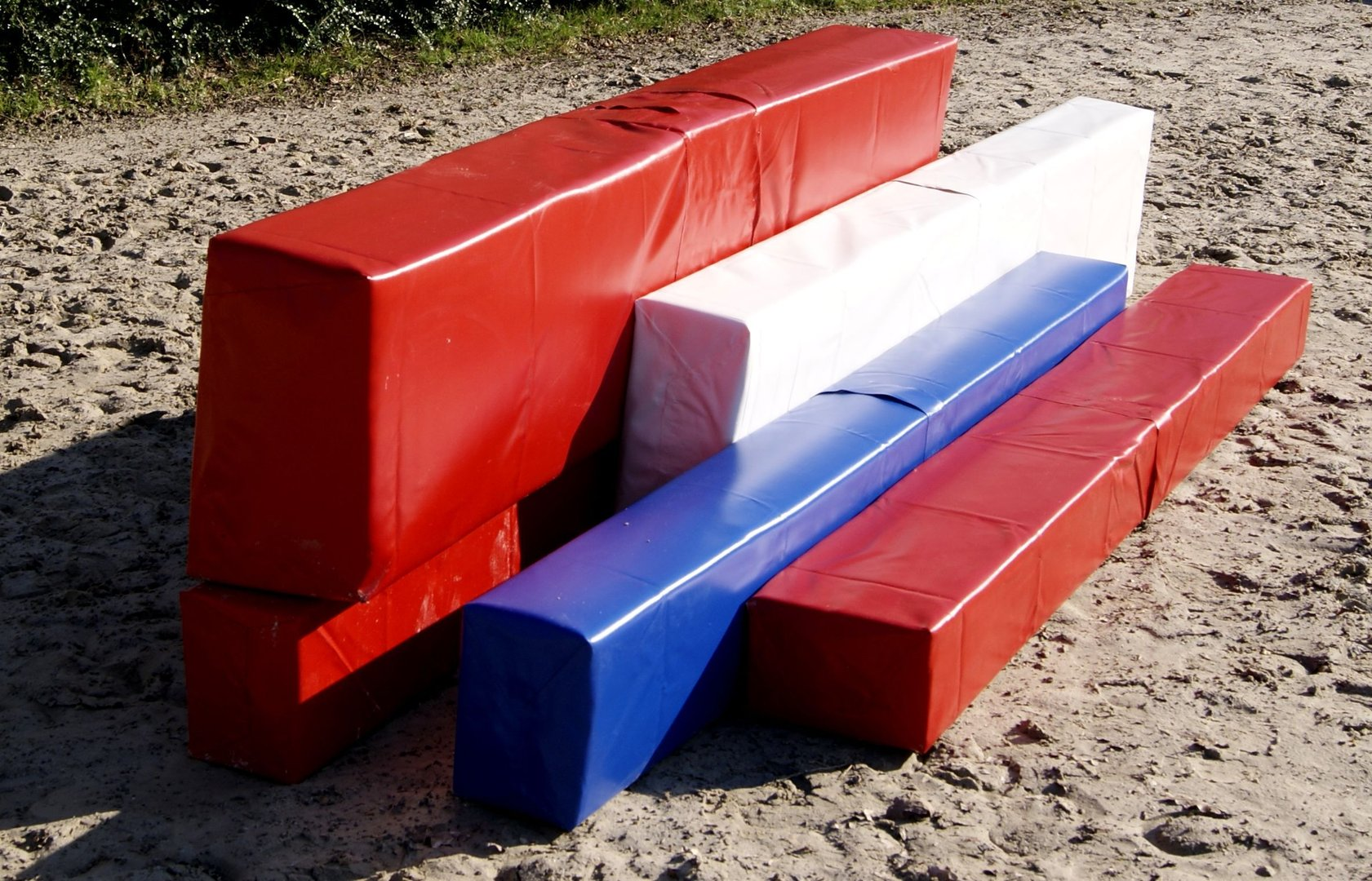
Gestapelte weiche Plastikelemente

Die Parcours-Hindernisse für Springprüfungen werden aus beweglichem Material aufgebaut. Für den Turniersport gibt es Empfehlungen zur Beschaffenheit von Hindernismaterial für Prüfungen über abwerfbare Hindernisse.
Hindernisstangen sind meistens aus Holz, können aber auch aus Kunststoff sein. Sie sind 3–4 m lang und haben einen Durchmesser von 8 bis 10 cm. Das Gewicht und der Durchmesser der Stangen spielen in Wettkämpfen eine wichtige Rolle. Je leichter eine Stange ist, umso leichter wird sie abgeworfen. Je kleiner der Durchmesser der Stangen ist, umso filigraner wirkt das Hindernis. Es wird vom Pferd weniger wahrgenommen und weniger respektiert. Daher neigen die Pferde dazu nachlässiger zu springen und Fehler zu machen.
Der Raum zwischen den Stangen und der Erde sollte in den unteren Klassen nicht leer sein. Dazu kann beispielsweise unten in den Ständer eine Planke eingehängt werden, eine Bürste oder andere Elemente als Unterfang unter die Stangen gestellt werden. Für das Pferd ist ein ausgefüllter Sprung leichter zu taxieren, als eine einzelne frei in der Luft schwebende Stange. Hindernisse in kräftigen Farben werden besser wahrgenommen, als unauffällige Farben.
Die Stangen werden von je zwei Ständern getragen. Die Ständer sollten standfest und nicht zu leicht sein, damit sie nicht bei jedem Luftzug umfallen. An den Ständern sind höhenverstellbare Halterungen, die so genannten Auflagen, angebracht, auf die die Stangen gelegt werden. Die Auflagen haben eine konkave, ausgehöhlte Auflagefläche, in die die Stangen hineingelegt werden. Bei tiefen Auflagen liegen die Stangen fester und werden nicht so leicht abgeworfen, bei flachen Auflagen, fallen die Stangen leichter herunter. Bei internationalen Wettkämpfen ist die Tiefe der Auflagen vorgeschrieben. Auf dem Abreitplatz für Springprüfungen sind mindestens zwei Sprünge aufgebaut, ein Steilsprung sowie ein Oxer.

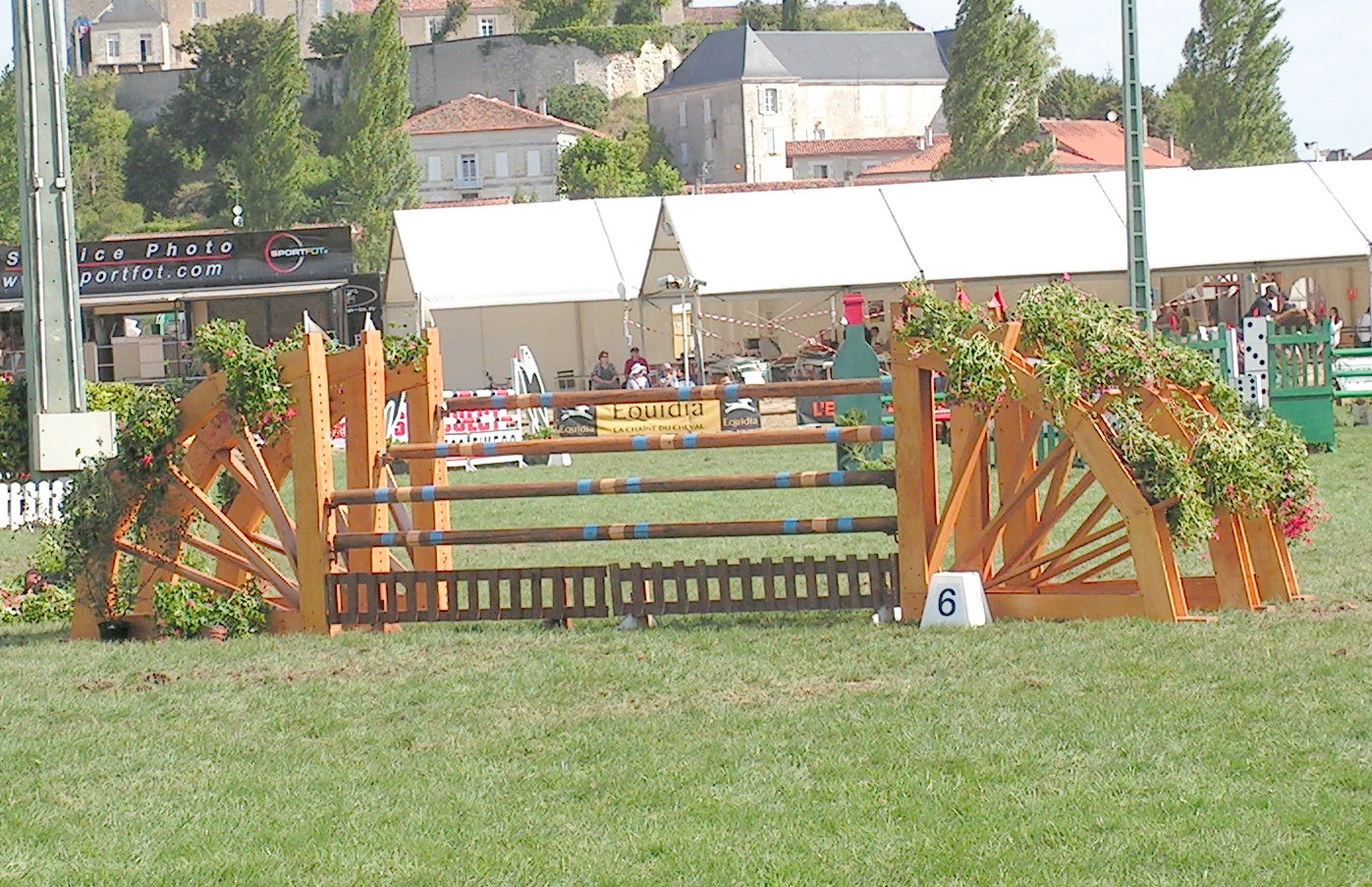
Hochweit-Sprung: eine Triplebarre bei CSI*-Turnier mit der Nummer vor dem rechten Ständer, roten Fahnen rechts und weißen Fahnen links

Bei der Stangenarbeit werden die Stangen auf den Boden gelegt und bei Bedarf gegen Wegrollen gesichert.
Bei Wettkämpfen werden die Hindernisse rechts mit einer roten Fahne und links mit einer weißen Fahne markiert und so die Richtung in der sie gesprungen werden müssen angezeigt. Die Nummer wird vor der roten Fahne, also auf der rechten Seite des Hindernisses aufgestellt. Die Nummern zeigen die Reihenfolge der Hindernisse an.

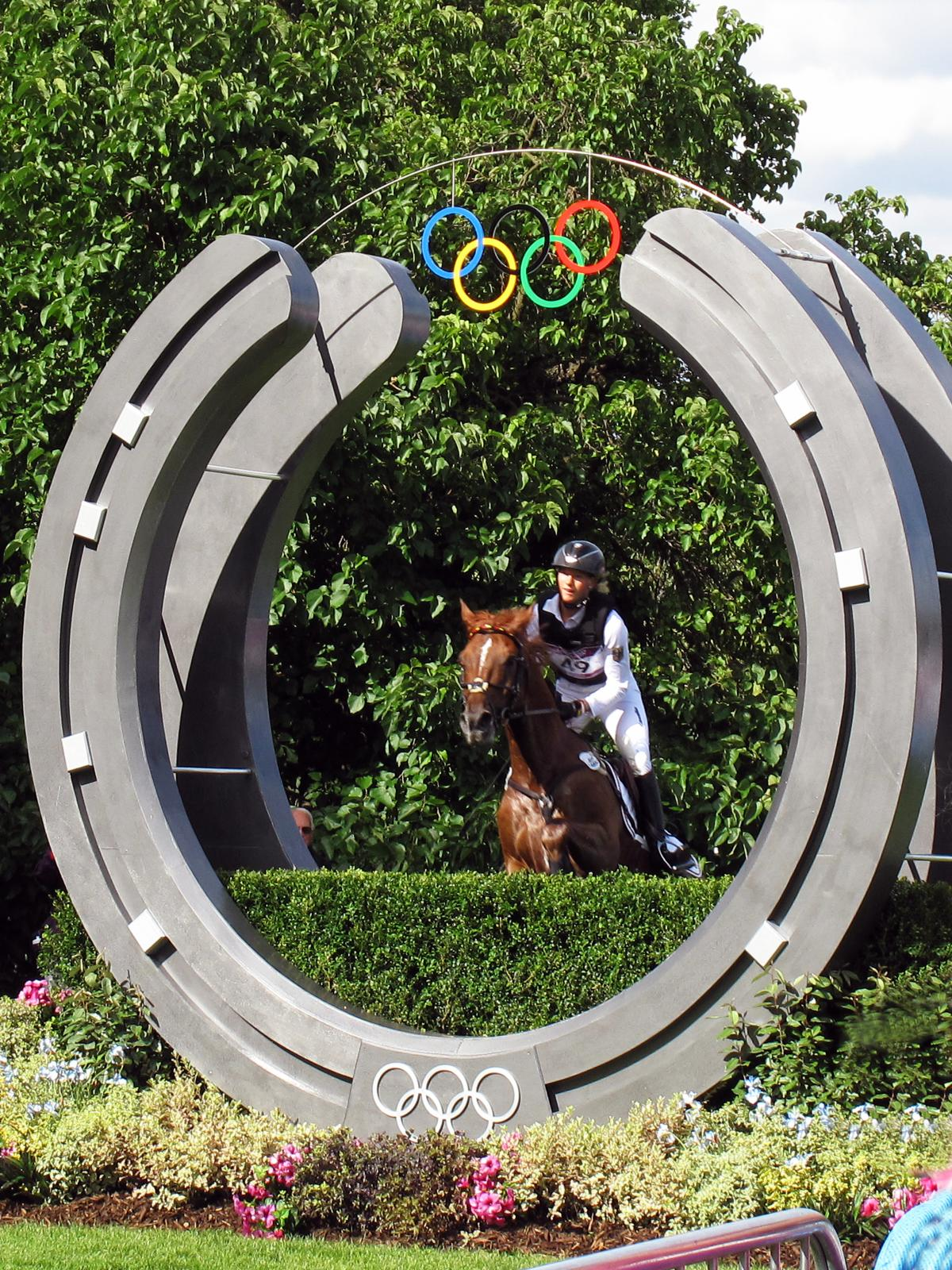
Ungewöhnliches Geländehindernis in London, 2012

Zu beiden Seiten der Sprünge werden meist Fänge aufgestellt. Sie dienen dazu, dass sich das Pferd auf das Hindernis konzentriert und nicht seitlich ausweicht. Bei Turnieren werden die Fänge meistens noch mit Blumen, Bäumen und andere Dekorationselementen verbreitert. Mit Hilfe des Blumenschmucks kann ein bestimmter Weg vorgegeben werden. Manchmal erschrecken Pferde vor unvermutet auftauchenden Dekorationselementen. Bei internationalen Wettkämpfen wetteifern die Parcoursbauer um eine möglichst originelle Gestaltung der Sprünge und des Parcours.

### Steilsprünge
Ein Steilsprung wird aus zwei Ständern, Stangen, Planken und anderem beweglichem Material gebaut.
- Ein Kreuz ist in der Mitte niedriger[6] und leitet das Pferd dazu, mittig zu springen. Kreuze sind im Training und der Ausbildung sehr beliebt, kommen auf Turnieren jedoch nur in Einstiegswettbewerben und auf Abreiteplätzen vor. Durch Stangen, die vor, unter oder hinter dem Sprung am Boden liegen, kann das Pferd geleitet werden. Eine Stange am Boden unter dem Sprung erleichtert dem Pferd das Taxieren. Eine Vorlegestange ungefähr 3 m vor dem Sprung hilft dem Pferd beim Anreiten des Sprungs.[7] Eine Stange im richtigen Abstand nach dem Sprung regt das Pferd dazu an noch einmal aufzupassen, sodass es nach dem Sprung nicht davonstürmt.
- Ein Rick besteht nur aus Stangen.
- Planken sind breiter und auffälliger als Stangen und können Pferde irritieren, wenn sie Planken als Sprünge noch nicht kennen. Andererseits wirken sie massiver als Stangen, sodass die Pferde mehr Vorsicht am Sprung zeigen und das Risiko geringer ist als bei Stangen, dass nachlässige Vorderbeine zum Abwurf führen. Planken liegen fester in den Auflagen, sodass sie weniger leicht abgeworfen werden. Aus diesem Grund wird oben meist eine Stange verwendet, oder sehr flache Auflagen, sodass auch eine Planke leicht fällt.
- Eine Mauer besteht aus leichten Mauerteilen, die je nach Aufbau in der Höhe variiert werden können. Eine Mauer ist undurchsichtig, die Pferde können also nicht sehen, was sich direkt hinter der Mauer befindet. Bei mangelndem Vertrauen werden Mauern eher verweigert als sonstige Hindernisse. Springt das Pferd die Mauer, wird nur selten gerissen, da das massige Aussehen zu viel Vorsicht bei den Pferden führt.

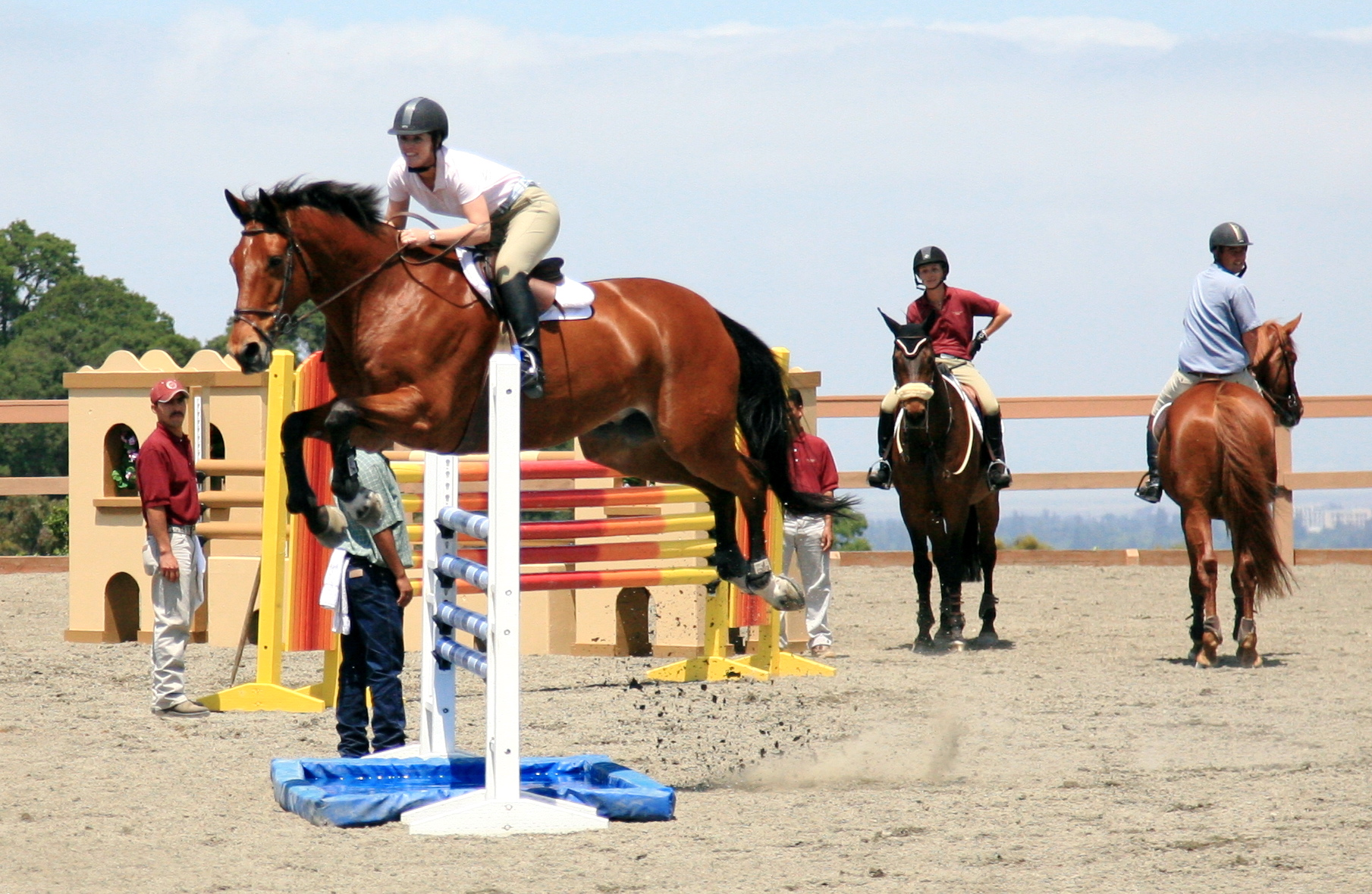
Überbauter Wassergraben

### Hochweitsprünge
Ein Hochweitsprung wird meistens aus vier Ständern, Stangen, Planken und anderem beweglichem Material gebaut.
- Bei einem Oxer sind die vordere und die hintere Stange gleich hoch. Der höchste Punkt der Sprungkurve liegt in der Mitte zwischen den beiden Stangen. Im Training wird oft die hintere Stange ein Loch höher gelegt und ist dadurch für das Pferd besser zu erkennen. Bei einem Oxer liegt auf dem hinteren Ständerpaar nur eine Stange. Er darf nur in die vorgesehene Richtung gesprungen werden.
- Ein Doppelrick besteht aus zwei gleich hohen Ricks und kann deshalb von beiden Seiten gesprungen werden.
- Triplebarre: besteht aus drei Ricks, die in der Höhe ansteigen. Die Flugkurve muss damit den höchsten Punkt über der letzten Stange haben und nicht mittig über dem Sprung.
- Verdener Bank (Cavaletti oder niedrige Stange vor Steilsprung)
- Hogback: auch Schweinerücken genannt, dachförmiges Hindernis
- überbauter Wassergraben, auch Liverpool: Steilsprung oder Oxer über einem Wassergraben. Der Wassergraben kann trocken sein und nur aus dem blauen Plastikmaterial bestehen. Das Pferd wird dazu verleitet nach unten zu schauen und nimmt das Hindernis weniger wahr. Entsprechend konzentriert müssen Reiter und Pferd anreiten.

### Weitsprünge
Ein Weitsprung in einem Springparcours ist eine flache, mit Wasser gefüllte Wanne und heißt Wassergraben. Wenn ein Pferd in das Wasser tritt, spritzt es und schlägt Wellen. Entweder wird dadurch der Fehler erkannt oder durch einen Hufabdruck einem Plastilin-Band, das das Ende des Grabens markiert. Wassergräben gibt es in verschiedenen Weiten, von 2 m bis zu 5 m bei schweren Springen. Vor dem Wassergraben steht meist eine Bürste, um das Pferd aufmerksam zu machen. Nach dem Wassergraben ist meist der Boden angepasst, beispielsweise Sand aufgeschüttet, damit das Pferd nicht auf den Wulst der Wanne tritt. Ein Wassergraben besteht meist aus einer gewebeverstärkten PVC-Plane und mit einem rundherum laufenden, nachgiebigem Wulst, der ungefähr 10 cm hoch ist. Solch ein Kunststoff-Wassergraben ist leicht auf- und wieder abzubauen. Ein fest installierter Wassergraben ist meist aus schwerem, schwarzem oder blauem Vollgummi, der nicht so leicht verrutscht und haltbarer ist.

### Kombination
Eine Kombination besteht aus mehreren Sprüngen, zwischen denen ein oder zwei Galoppsprünge liegen. Eine Kombination aus zwei Sprüngen heißt zweifache Kombination, eine aus drei Sprüngen dreifache Kombination. Eine Kombination hat nur eine Hindernisnummer. Die Teilhindernisse werden mit den Buchstaben A, B und C bezeichnet.
In einem Derby werden auch spezielle Hinderniskombinationen, wie Pulvermanns Grab aufgebaut.

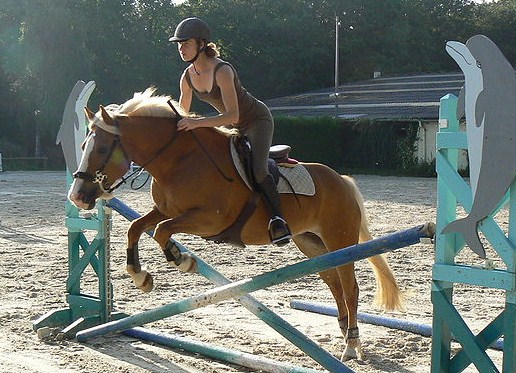
Kreuz, die Stange am Boden unter dem Kreuz erleichtert das Taxieren, die Stange am Boden vor dem Kreuz dient als Absprunghilfe
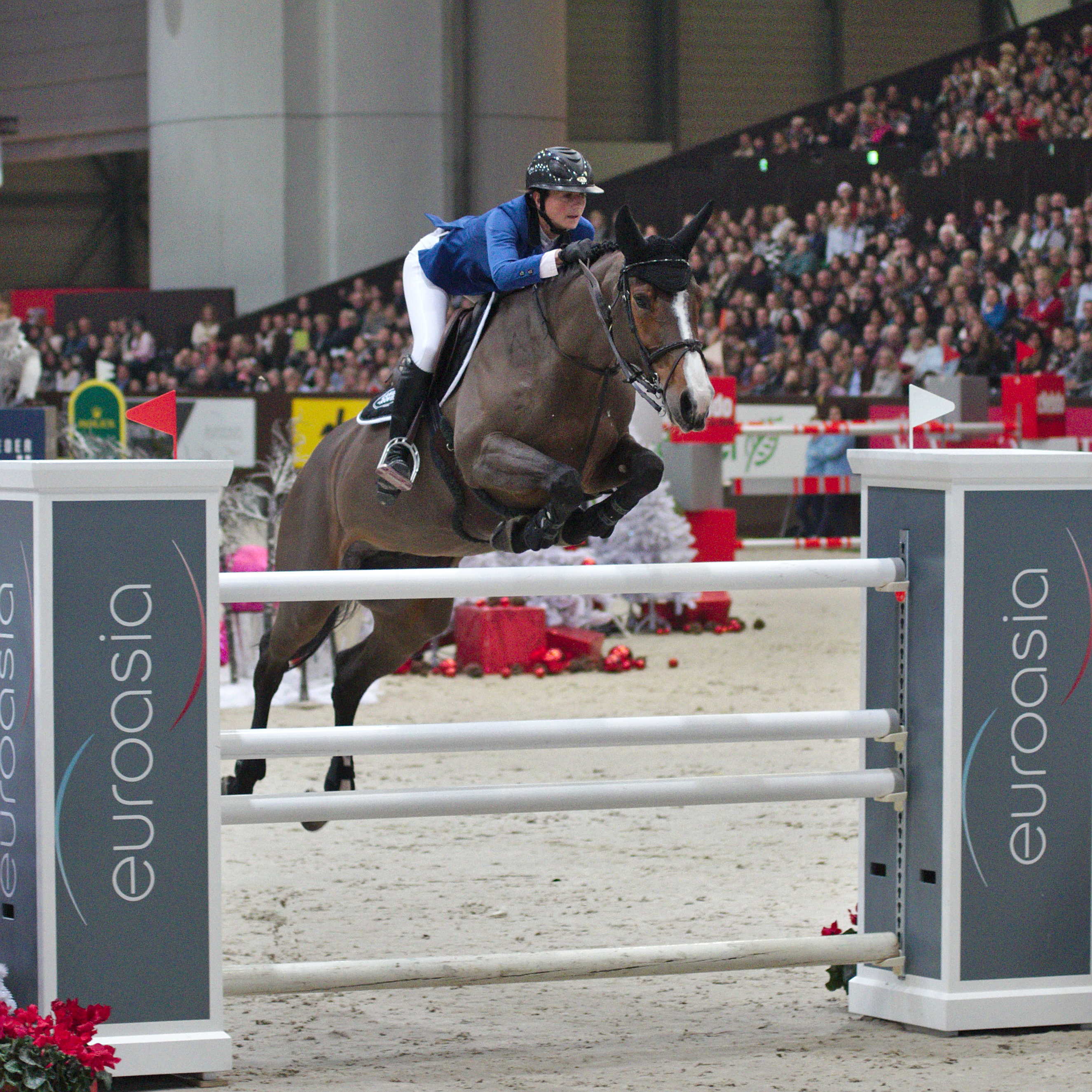
Rick, Ständer mit senkrechter Eisenschiene mit Löchern für die Auflagen
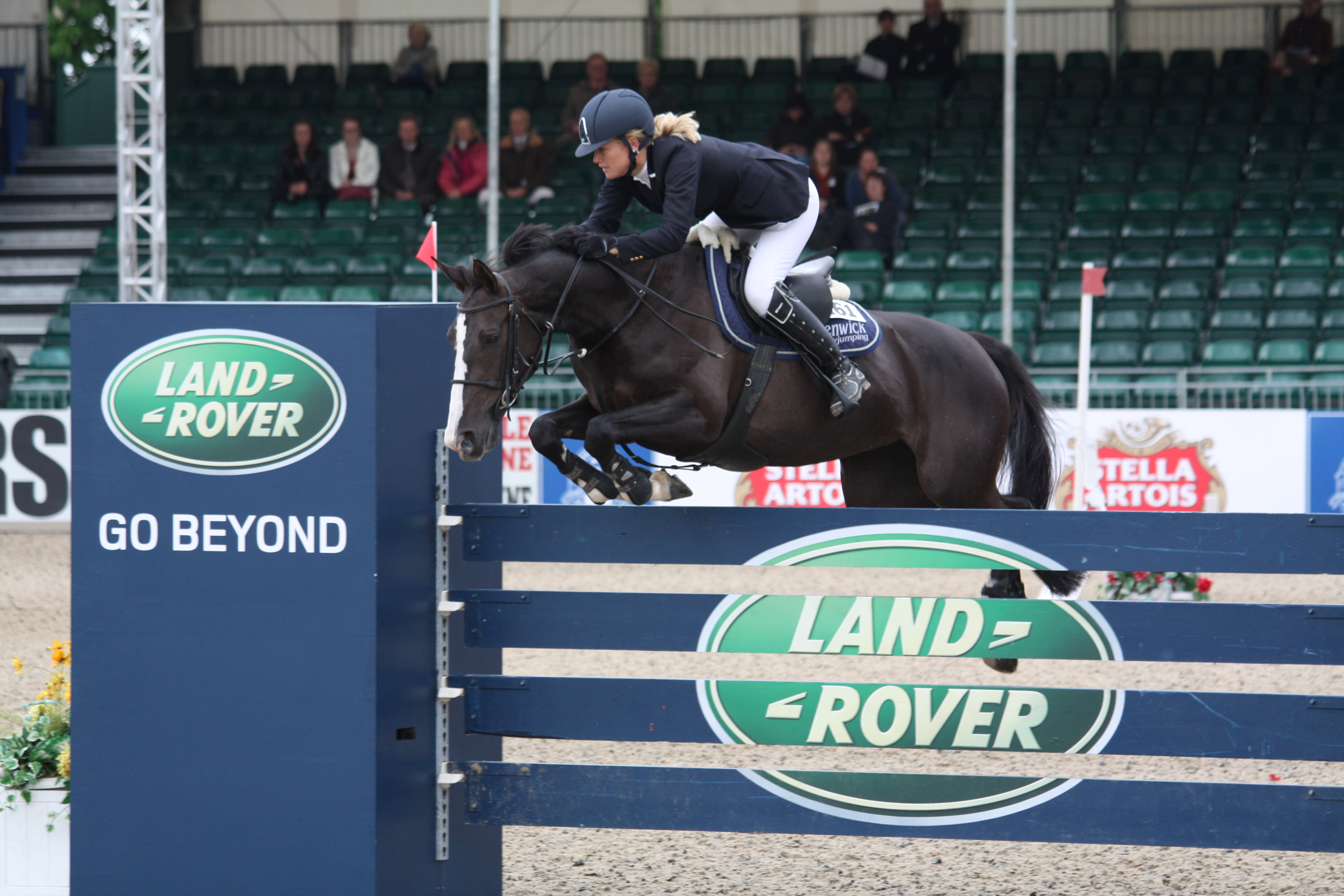
Steilsprung mit Planken, Ständer mit senkrechter Metallschiene mit Löchern für die weißen Auflagen
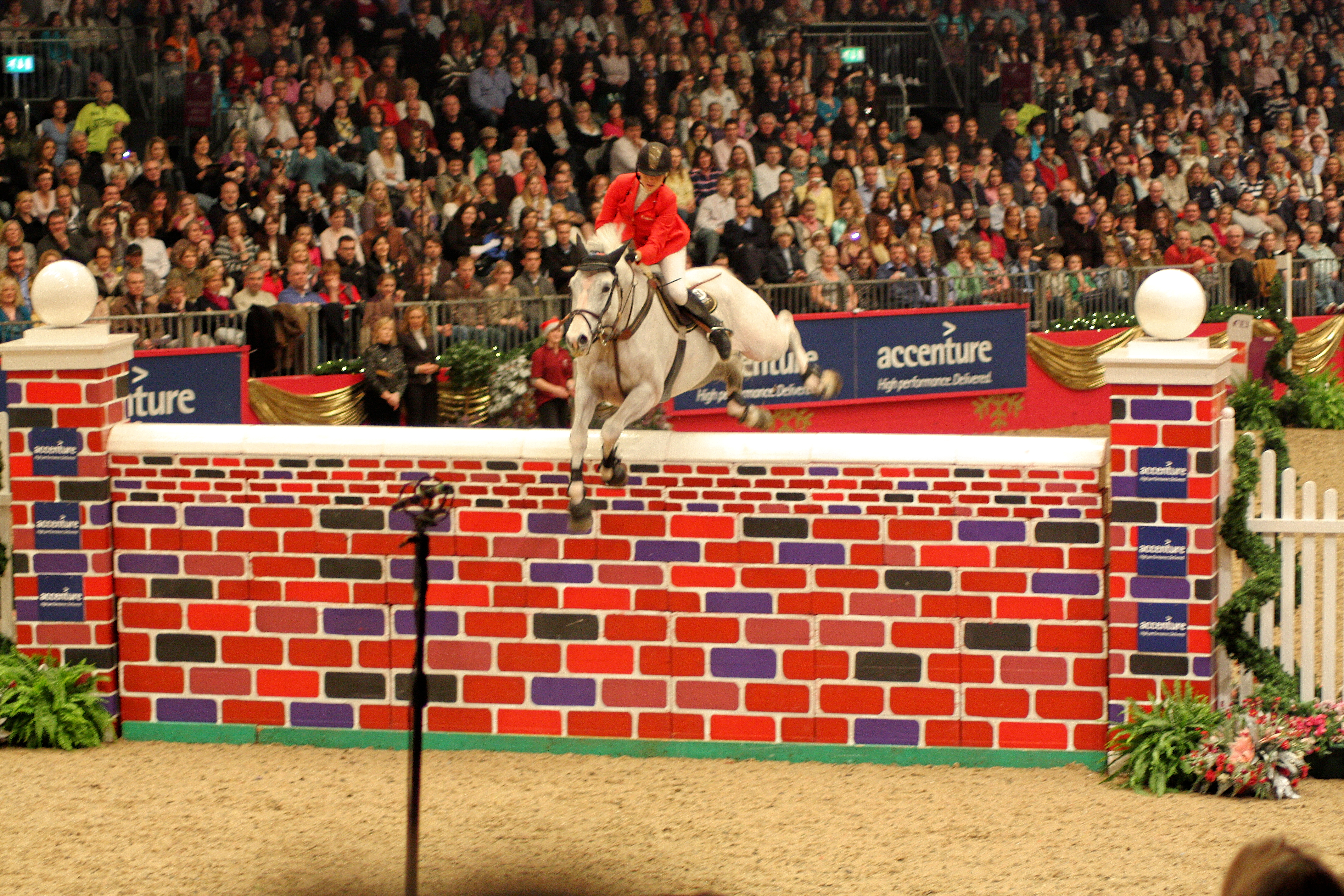
Mauer
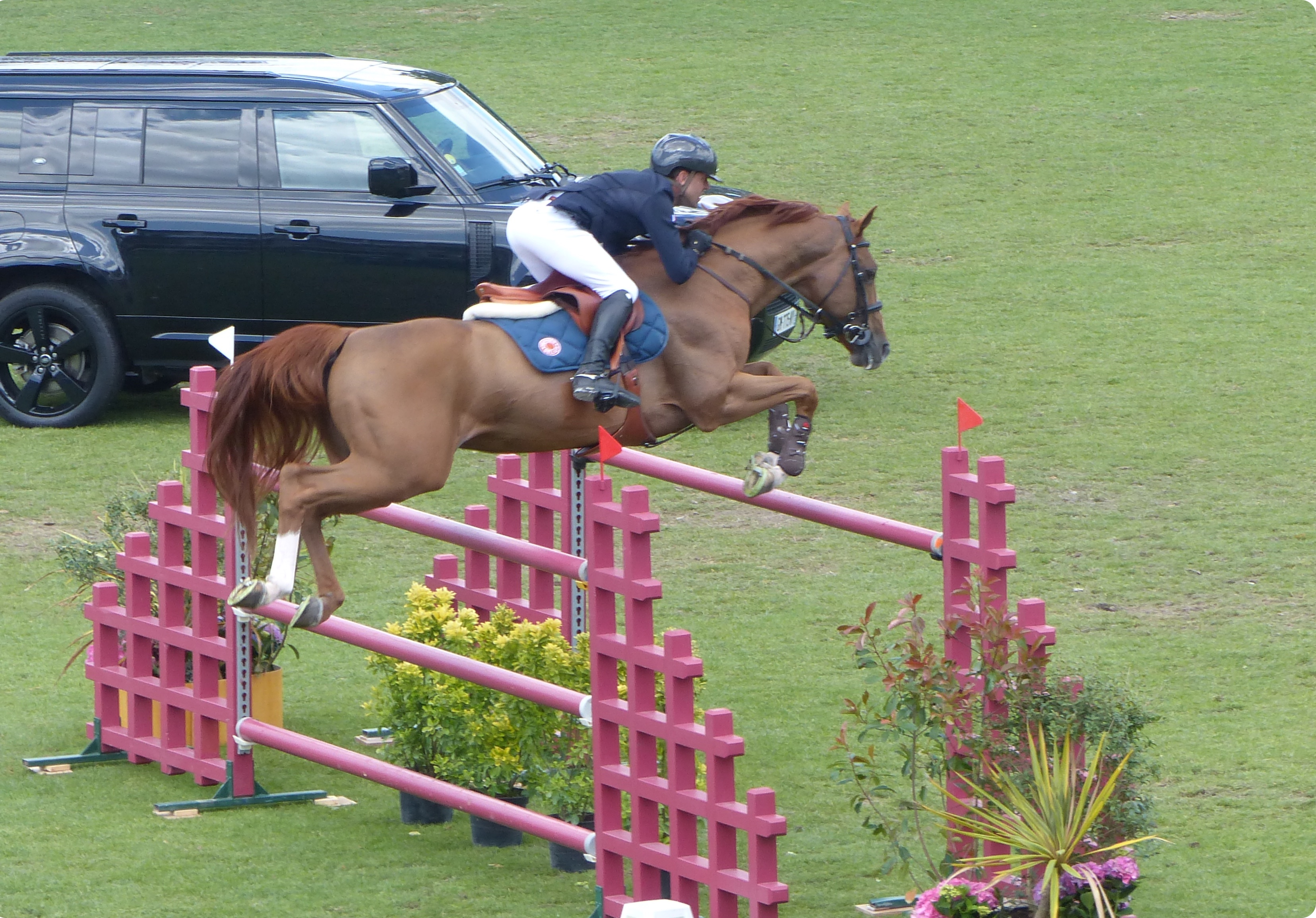
Oxer, vordere und hintere Stange sind gleich hoch
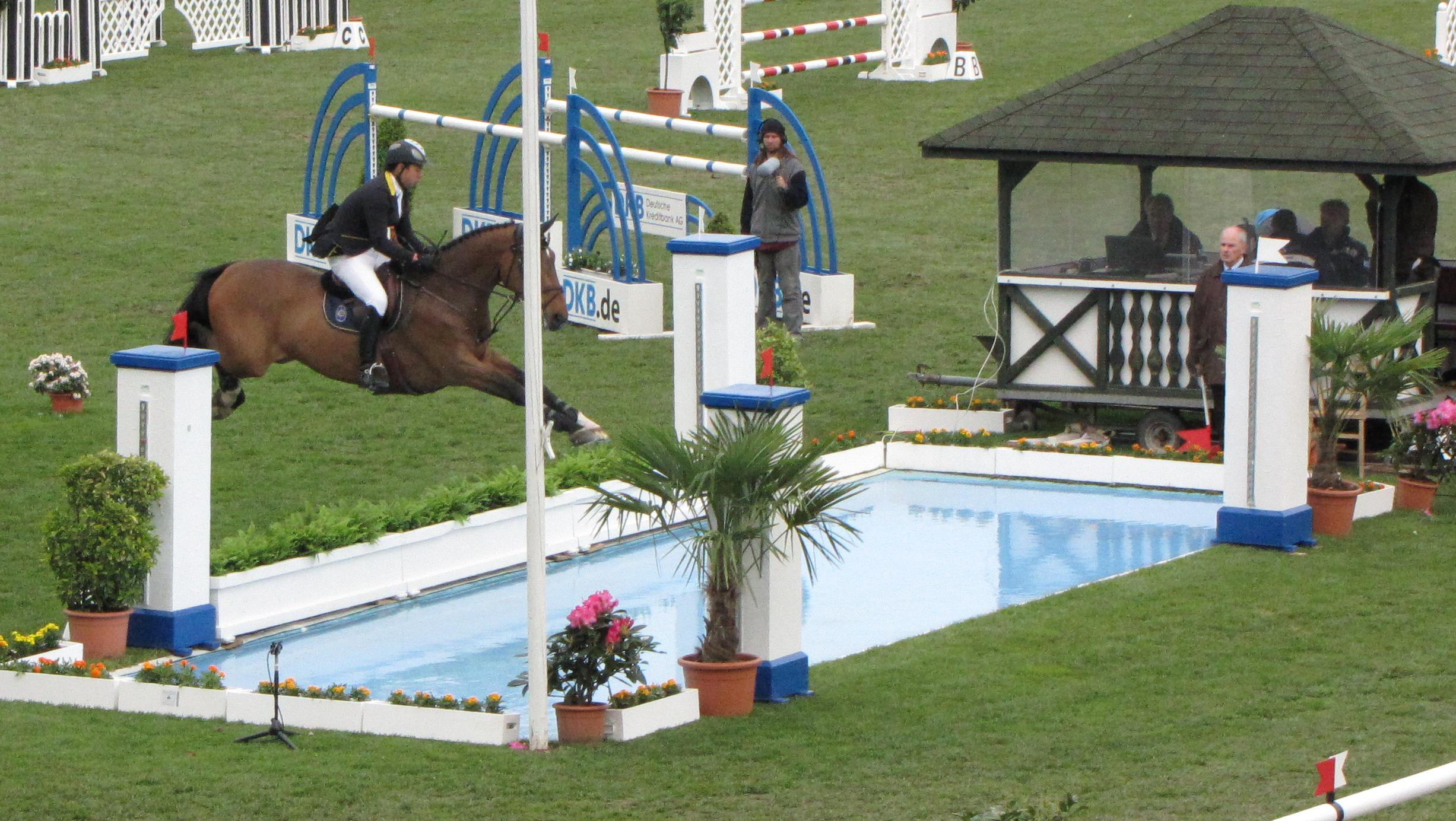
Wassergraben
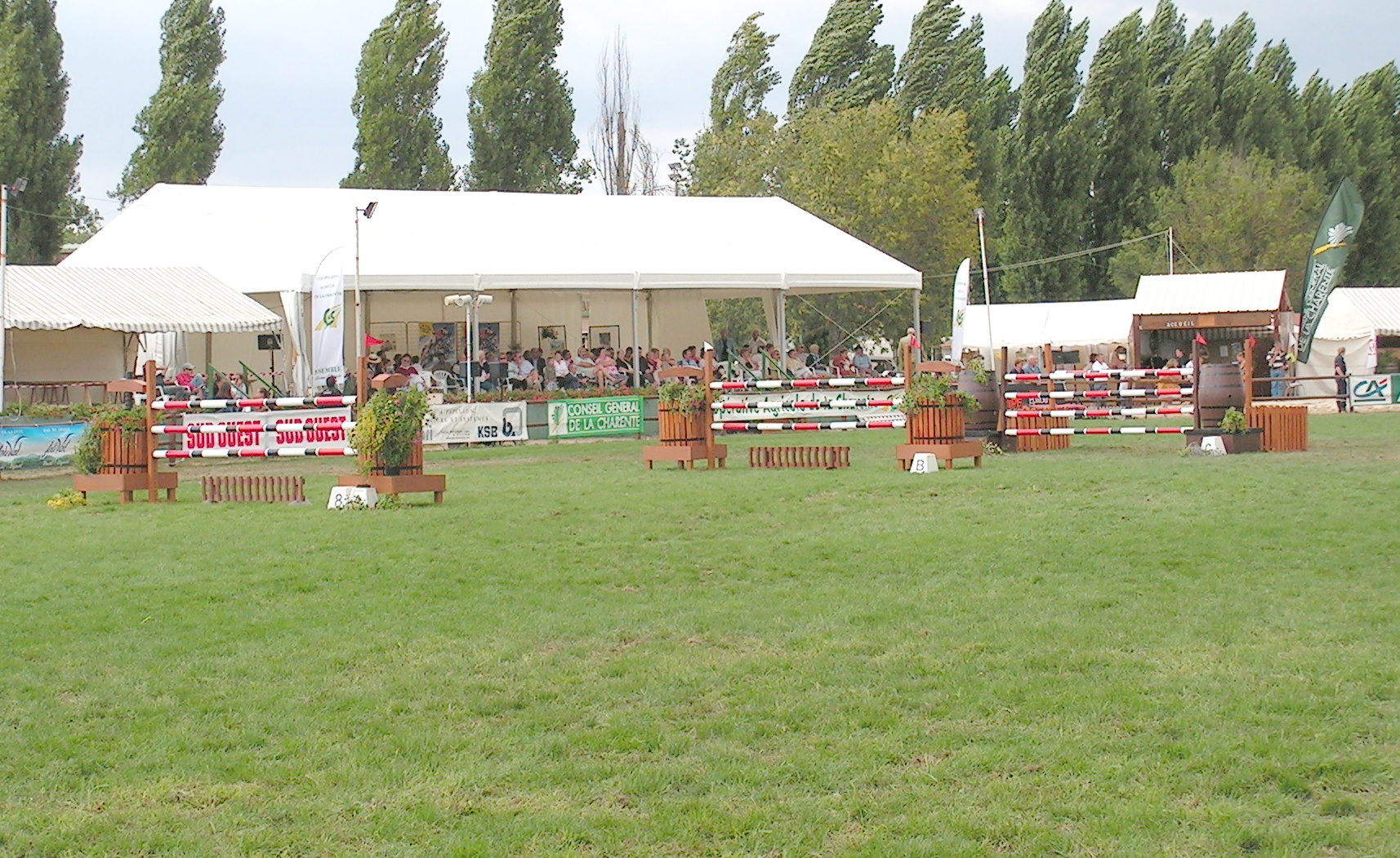
dreifache Kombination aus Ricks, erst 2 Galoppsprünge, dann ein Galoppsprung Abstand, rechts sind Nummern und Buchstaben
animierte Pferde, die über In-Outs springen
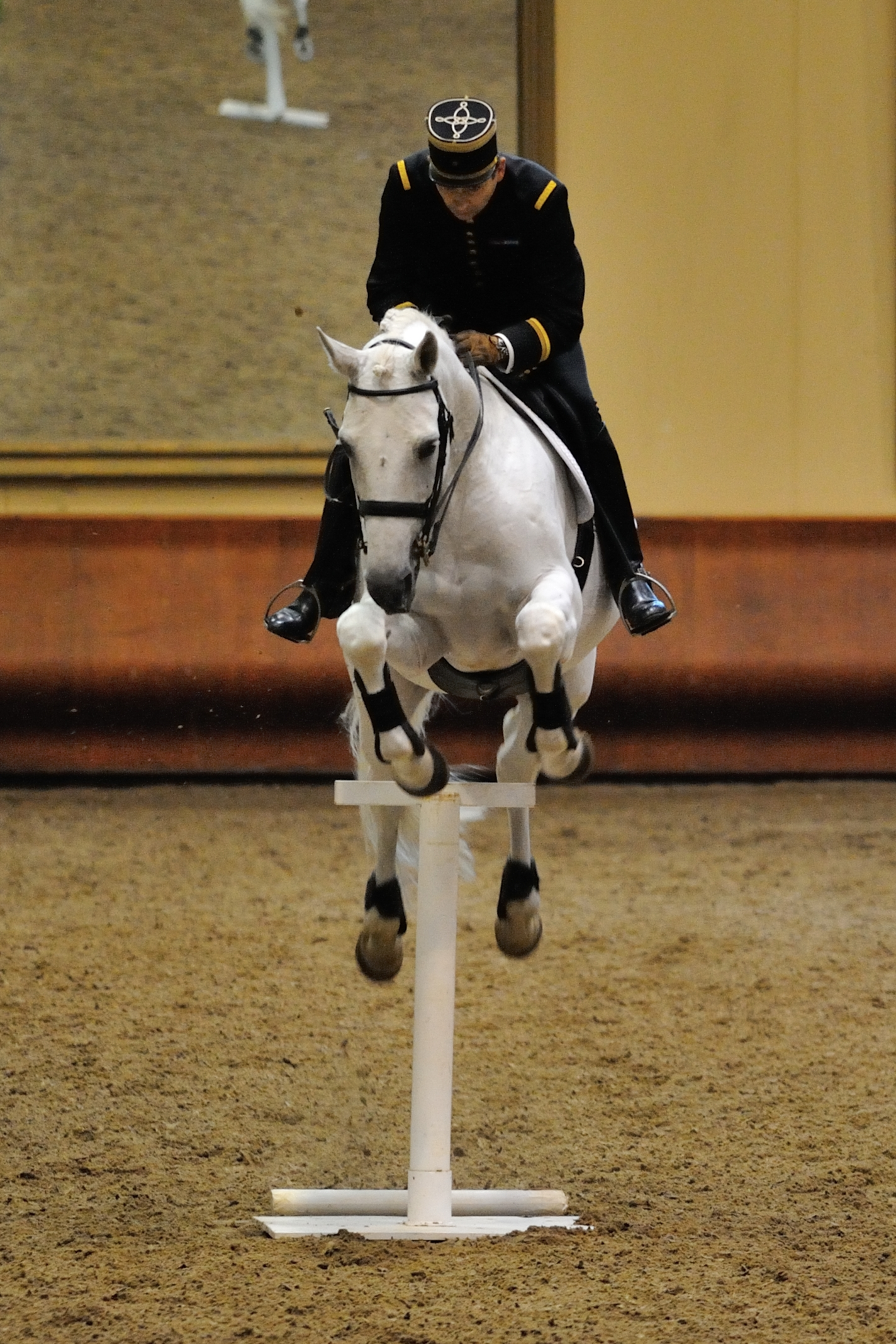
Gehorsamssprung mit Stange als Taxierhilfe, Cadre Noir, 2012

### In-Out
Liegt kein Galoppsprung zwischen den Sprüngen, also muss das Pferd nach der Landung sofort wieder abspringen, heißen sie In-Out. In-Outs dürfen nicht zu hoch sein. Zwei In-Outs kann das Pferd mit Schwung springen, bei längeren Sprungreihen muss das Pferd immer stärker mit der Hinterhand arbeiten. Die Sprungreihen müssen also auf die Kondition des Pferdes abgestimmt sein. Einfache In-Outs sind beispielsweise Galoppcavalettis.
In-Outs sind insbesondere in Gymnastikreihen und beim Freispringen sehr beliebt, da sie das Rhythmusgefühl trainieren und übereilige Pferde zur Konzentration erziehen.

## Hindernisse beim Vielseitigkeitsreiten

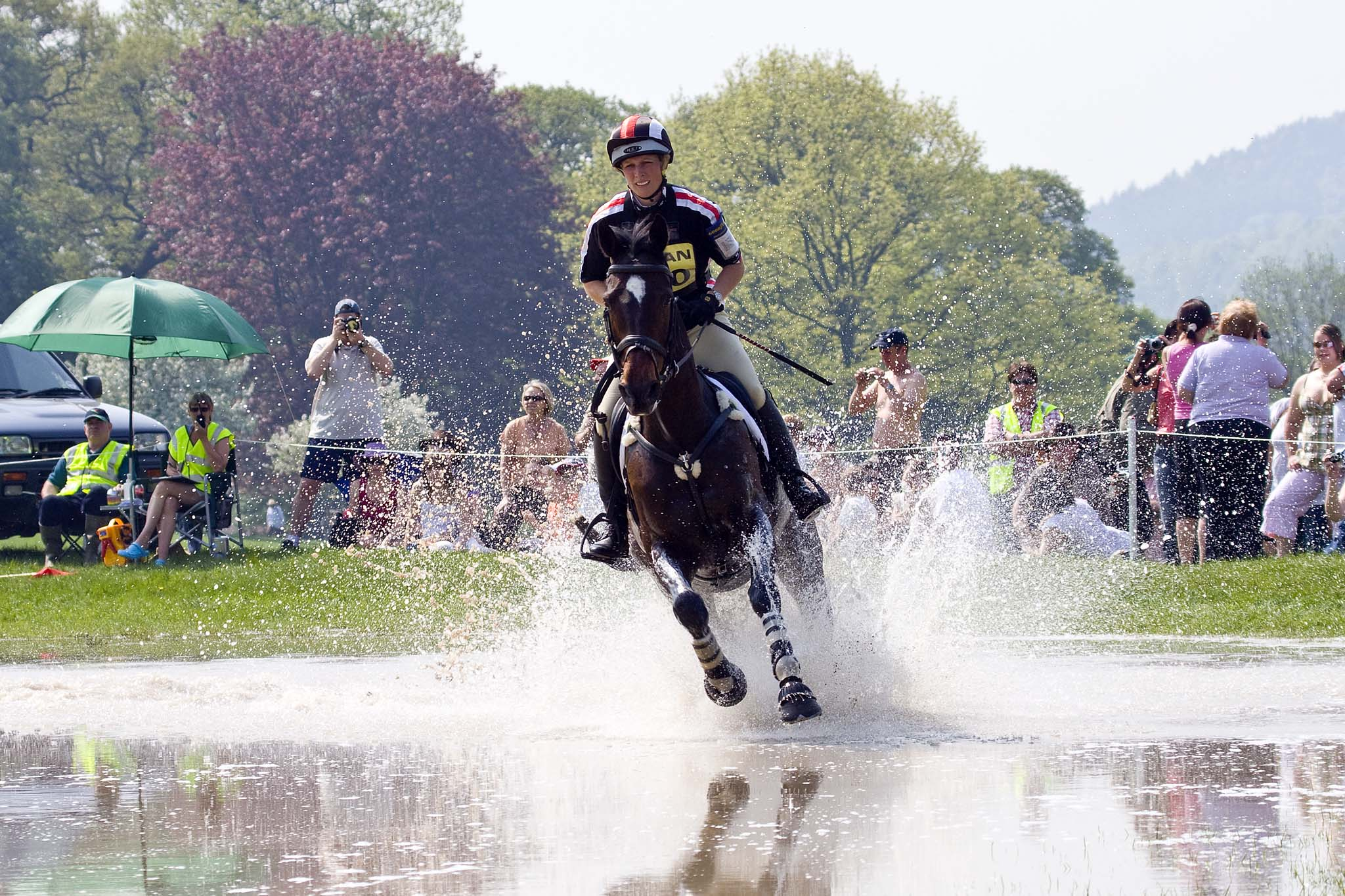
Wasserhindernis

Beim Vielseitigkeitsreiten werden in der Teilprüfung Springen Hindernisse aus bunten, lose aufliegenden Stangen von der gleichen Art wie bei anderen Springen verwendet. Beim Geländeritt müssen dagegen feste Geländehindernisse, die meistens ein rustikales, wuchtiges oder natürliches Aussehen haben überwunden werden, beispielsweise Gräben, Mauern, Zäune, Wasserdurchquerungen oder Baumstämme. Zusätzliche Anforderungen sind Bergauf- oder Bergabklettern. Die FN hat die Broschüre "Der Geländeaufbau" veröffentlicht, aus der die Grundsätze für den Geländeaufbau mit Blick auf die Ausbildung von Pferd und Reiter hervorgehen. Neben der konzeptionellen Planung der Geländestrecke und Bauanleitungen für Geländehindernisse werden die Zusammenhänge zwischen den Sinnesorganen des Pferdes und dem Schwierigkeitsgrad eines Hindernisses erläutert.
Bei schweren Strecken stehen bei besonders schwierigen Passagen meist zwei alternative Wege zur Auswahl, bei denen einer geringere Anforderungen stellt, jedoch mehr Zeit zum Überwinden kostet und umgangssprachlich chicken way genannt wird. Dadurch kann der Reiter selbstverantwortlich den Weg an die Tagesform sowie Stärken und Schwächen seines Pferdes anpassen. Es gibt Hindernisse, deren Verbindungen bei einer bestimmten Belastung nachgeben oder manuell leicht demontierbar sind. Damit sollen die Folgen von Stürzen begrenzt und die Rettung erleichtert werden.

### Bank
Bänke sind Stufen, bei denen ein Höhenunterschied überwunden werden muss. Es kann sich um einzelne Stufen, oder um eine Treppe mit mehreren Stufen handeln.

### Hecke
Hecken gibt es als Bürste oder Bullfinch.
Bürsten sind aus einem festen Unterbau mit aufgesteckten Bürsten konstruiert, so niedrig, dass das Pferd darüber sehen kann. Sie werden in einem flachen Bogen durch die Bürste hindurch gesprungen, nicht oben drüber. Bürsten werden auch in Hindernisrennen verwendet. Manchmal ist der Unterbau so getarnt, dass er der Bürste gleicht.
Beim Bullfinch ist die Bürste so hoch, dass das Pferd weder durchsehen noch darüberspringen kann, es wischt durch die Hecke durch. Das Vertrauen des Pferdes zum Reiter wird auf die Probe gestellt, weil es die Landung nicht sehen kann und gegen eine geschlossen wirkende Hecke springt.

### Coffin
Ein Coffin ist eine etwa 15 Meter lange Hinderniskombination mit einer Senke. Der Einsprung wird bergab in die Senke gesprungen, am tiefsten Punkt folgt ein offener Graben, anschließend wird aus der Senke heraus bergauf der Aussprung gesprungen.
Ein Coffin wird in einem gesetzten, versammeltem Galopp angeritten, damit das Pferd genügend Zeit hat, die Hindernisse zu taxieren. Das Pferd kann mit der Vorhand freier reagieren, wenn die Hinterhand vermehrt Gewicht aufgenommen hat.

### Eulenloch

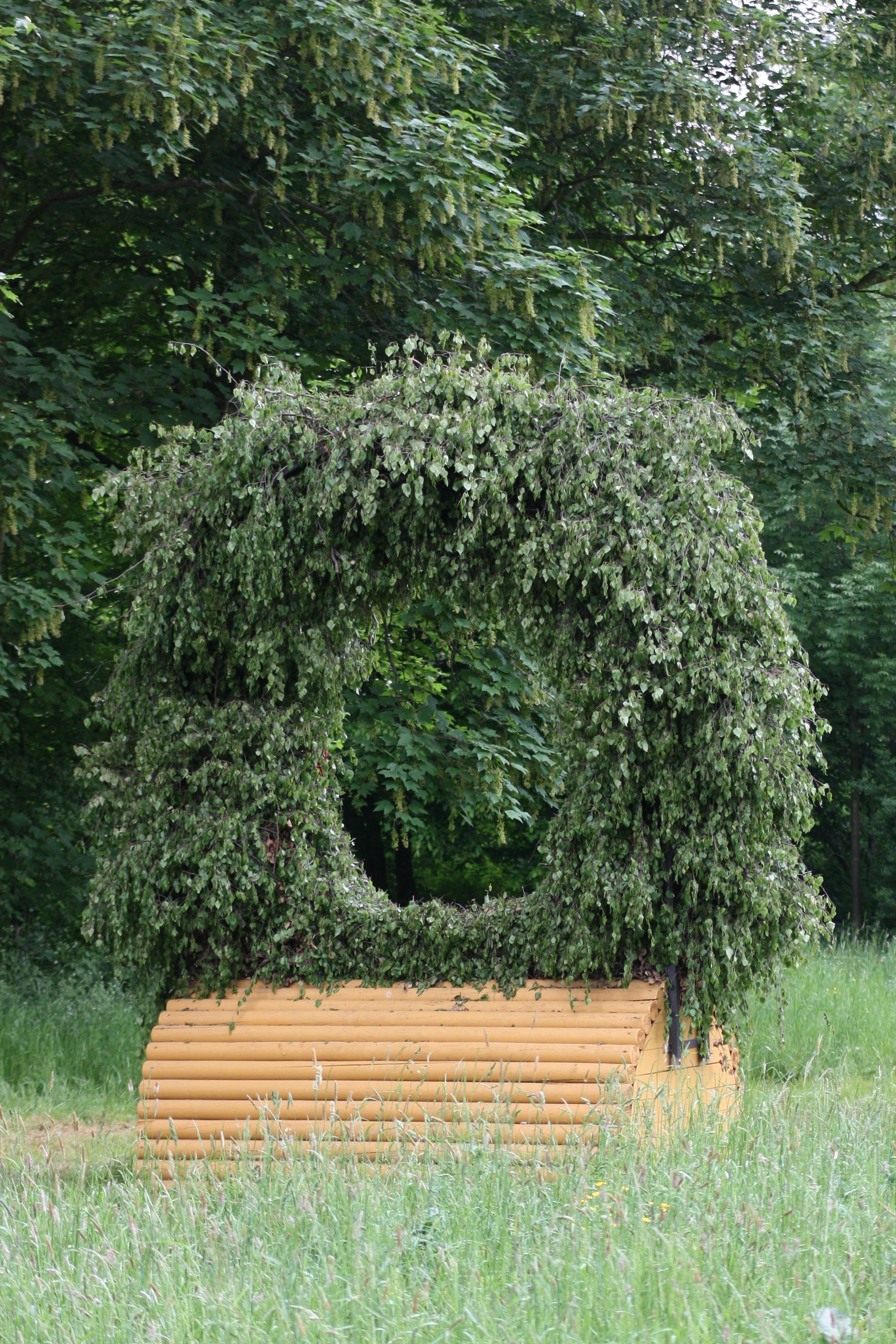
Eulenloch

Ein Eulenloch ist ein Hindernis mit einem festen Unterbau und einer hohen Wand aus Zweigen, mit einem Loch in der Mitte, durch das gesprungen wird.

### Graben
Es gibt einfache und überbaute Gräben. Gräben sollten energisch mit verlängertem Galoppsprung angeritten werden.
Ein Trakehnergraben ist ein mit einem Zaun überbauter Graben. Trakehner-Gräben waren Entwässerungs-Gräben mit einem Weidezaun. Da Hauptgestüt Trakehnen in Ostpreußen großteils auf Moor- und Sumpfgelände gelegen war, mussten im 18. Jahrhundert großflächig Entwässerungsgräben auf den Weiden angelegt werden. 1973 überwand Rachael Bayliss mit ihrem Pferd Gurgle the Greek bei den Badminton Horse Trials den Trakehnergraben, indem sie unter dem Zaun durchschlüpften. Danach wurden die Regeln dahingehend angepasst, dass das Hindernis nicht nur zwischen den Fahnen, sondern auch oberhalb der Stange überwunden werden muss.

### Normandie-Bank
Eine Normandie-Bank besteht aus einem offenen Graben, der direkt vor einem Aufsprung auf eine Bank liegt.
Da dies ein schweres Hindernis ist, bei dem nicht nur ein energischer Sprung über den Graben und auf die Bank, sondern auch noch ein Hindernis oben auf der Bank und schneller Bergabsprung erforderlich ist, wird dieses Hindernis meist erst in schwereren Vielseitigkeiten abgefragt.

### Schmale Elemente
Schmale Elemente, sind schmale Hindernisse, die ein genaues und gerades Anreiten erfordern, da es für das Pferd sehr einfach ist auszuweichen und seitlich an dem Hindernis vorbei zu laufen. Mit zunehmendem Schwierigkeitsgrad werden in immer mehr schmale Element als Gehorsamsprüfung in die Geländestrecke eingebaut, da auf diese Weise das Starterfeld geprüft werden kann, ohne das Risiko oder die Belastung der Pferde zu erhöhen.

### Sunken road
Eine Sunken Road ist ein Bergabsprung und ein Bergaufsprung in schneller Folge. Zusätzlich können, bei höherem Schwierigkeitsgrad, ein Galoppsprung vor den Bergabsprung und ein Galoppsprung nach den Bergaufsprung jeweils Hindernisse eingebaut werden.
Dadurch wird eine Sunken Road zu einem sehr technischen Hindernis, das eine genaue Einteilung erfordert. Bei schlechtem Anreiten, zu großen oder zu kleinen Galoppsprüngen stimmen die Distanzen nicht mehr, was zu einer Verweigerung führen kann. Der schnelle Wechsel von Hochsprung, Bergabsprung, Bergaufsprung erfordern eine gute Balance von Reiter und Pferd, damit der Reiter geschmeidig mitgehen kann und immer genau über dem Schwerpunkt des Pferdes bleibt.

### Schweinerücken
Ein Schweinerücken ist ein massiver Hochweitsprung, bei dem das Hindernis in der Mitte am höchsten ist. Dieses Hindernis wird auch Hogback genannt, nach einem historischen Typ von Grabsteinen aus der Wikingerzeit, die auf den Britischen Inseln vorkommen.

### Wasser
Wasserhindernisse gibt es vom einfachen Durchqueren des Wassers bis zu komplexen Kombinationen mit Hindernissen beim Einsprung, Aussprung oder Inseln im Wasser mit weiteren Hindernissen.
Da das Pferd im Wasser stark abgebremst wird, müssen Wasserhindernisse anders geritten werden als Hindernisse ohne Wasser. Beim Einsprung muss darauf geachtet werden, sich aufrecht zu halten, damit trotz der bremsenden Wirkung des Wassers das Gleichgewicht nicht verloren geht. Die Galoppsprünge des Pferdes werden durch das Wasser verkürzt. Sprünge im Wasser müssen energisch angeritten werden. Zudem scheuen manche Pferde das Wasser, weil sie den Boden nicht sehen können. Entsprechend viel Vertrauen zwischen Reiter und Pferd ist notwendig.

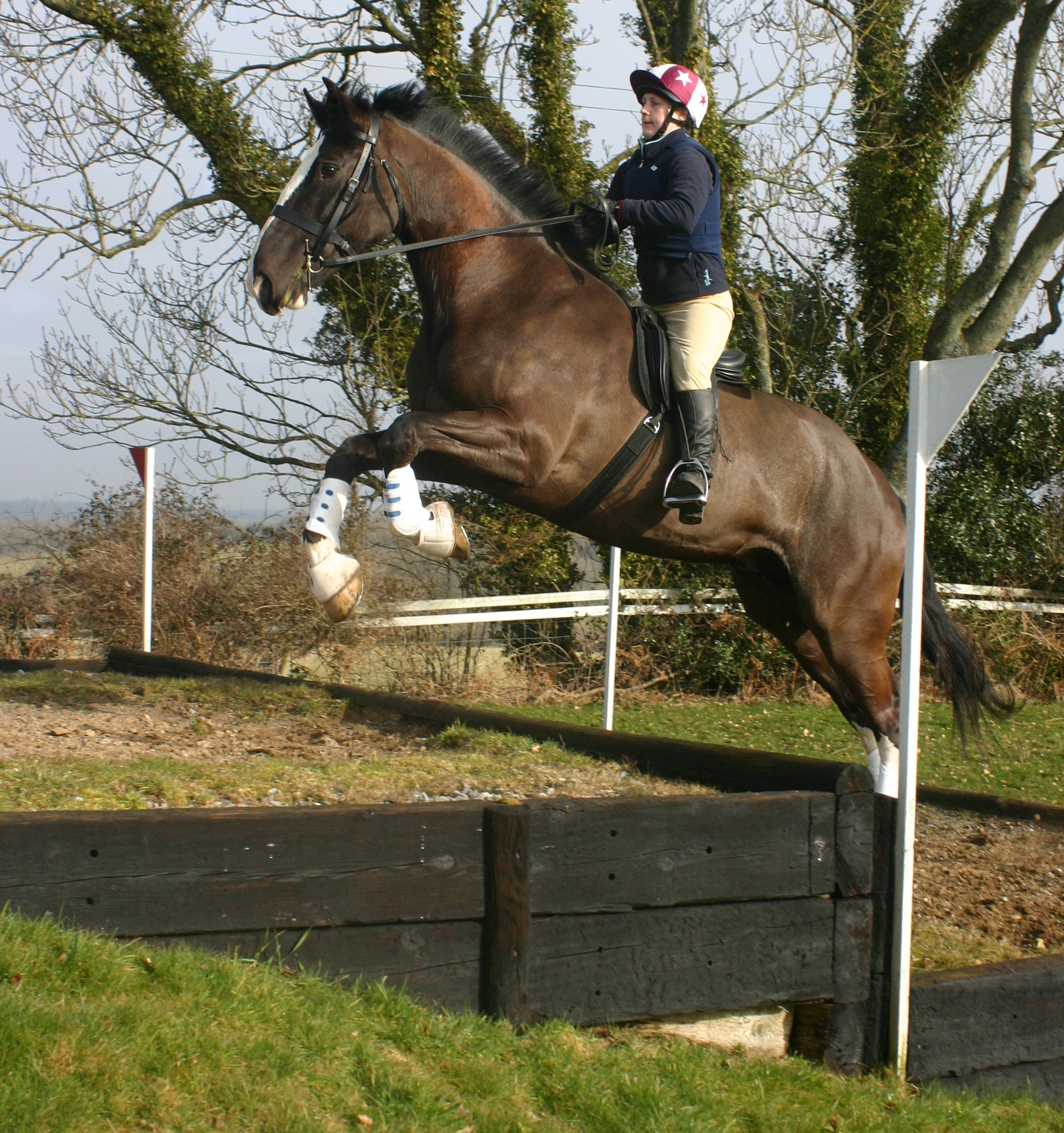
Bergaufsprung auf eine Bank
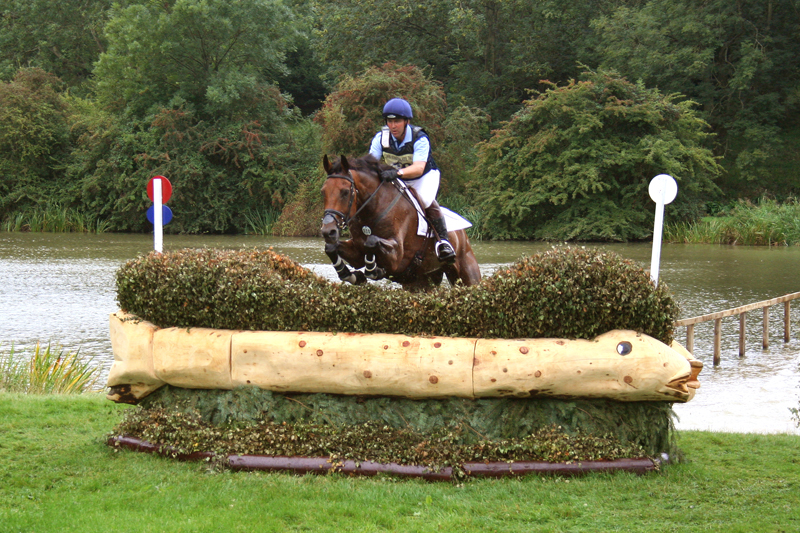
Bürste
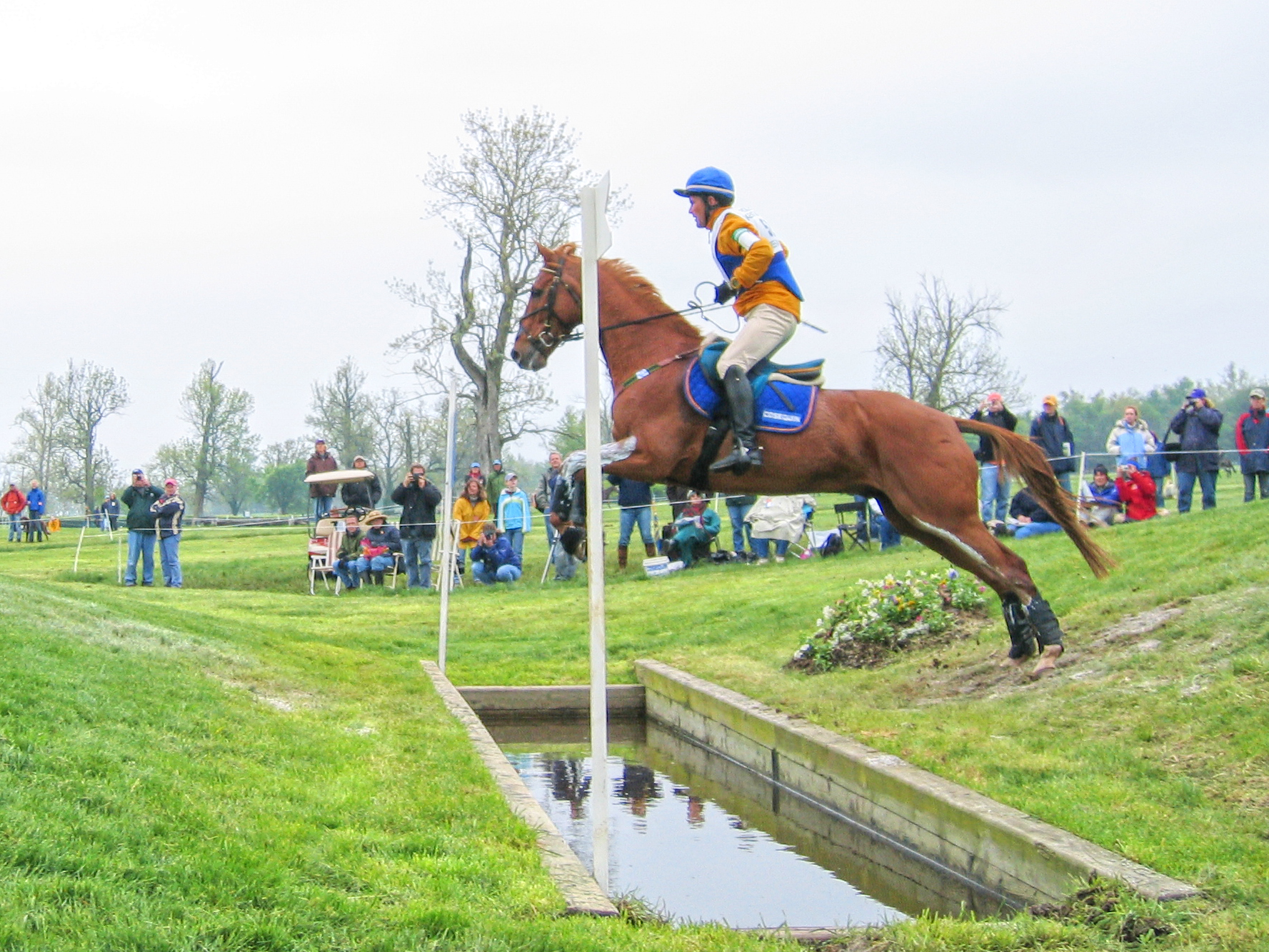
Sprung über den Graben in einem Coffin
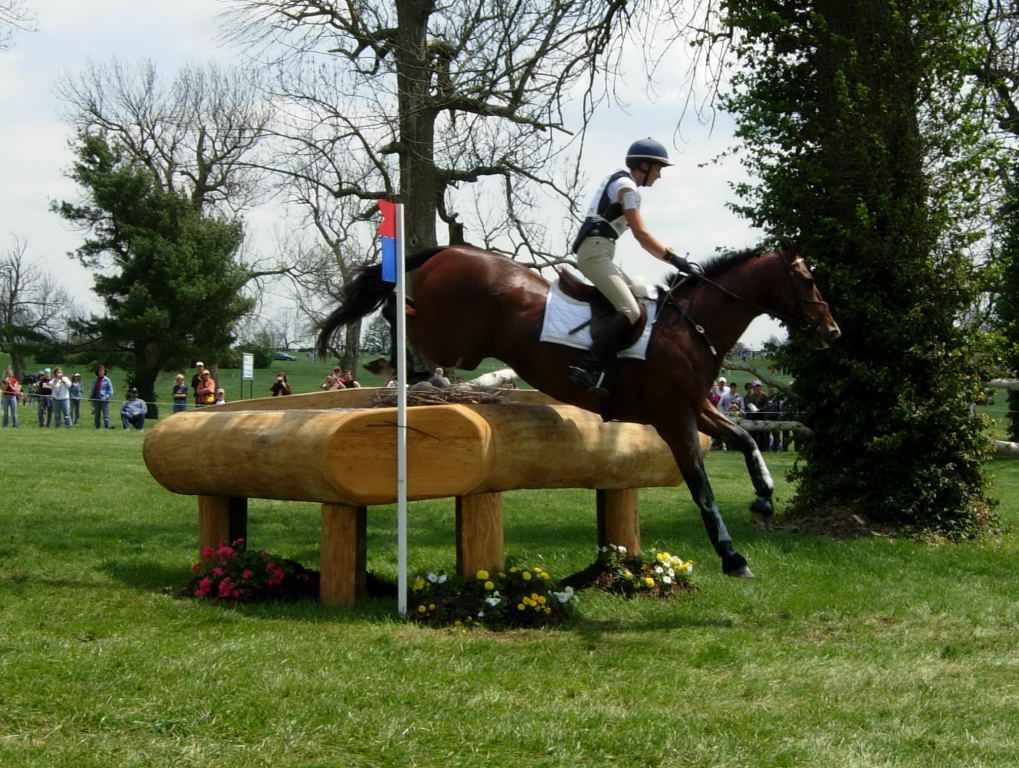
Ecke
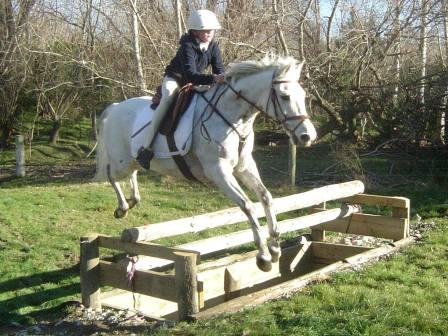
Trakehner-Graben
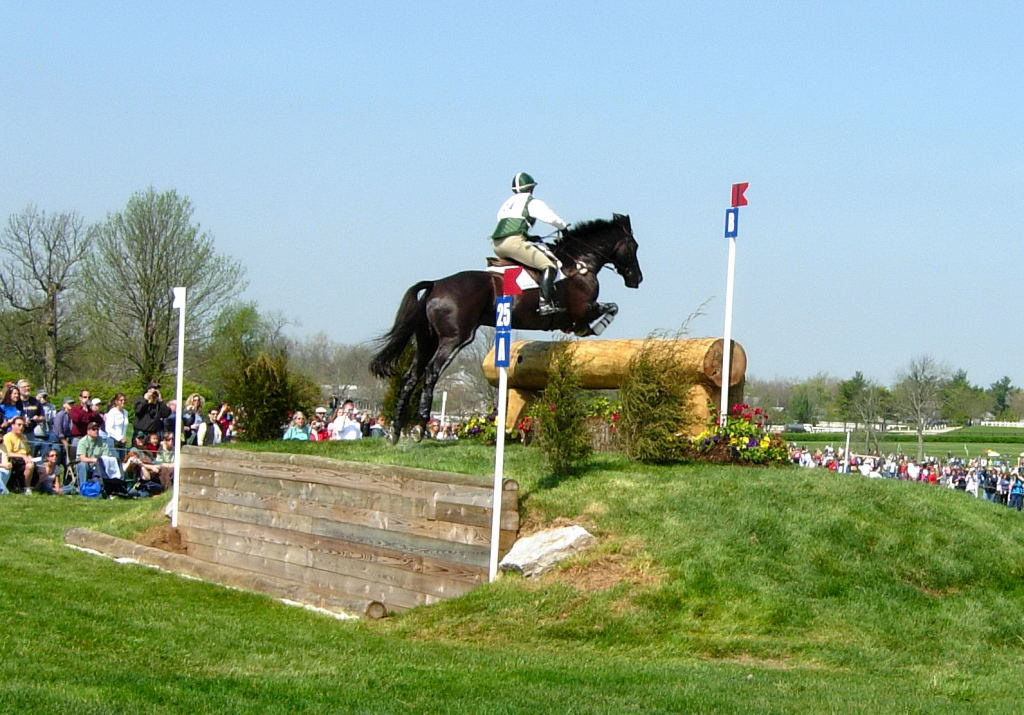
Normandie-Bank mit Aufsprung, Sprung und Absprung von der Bank
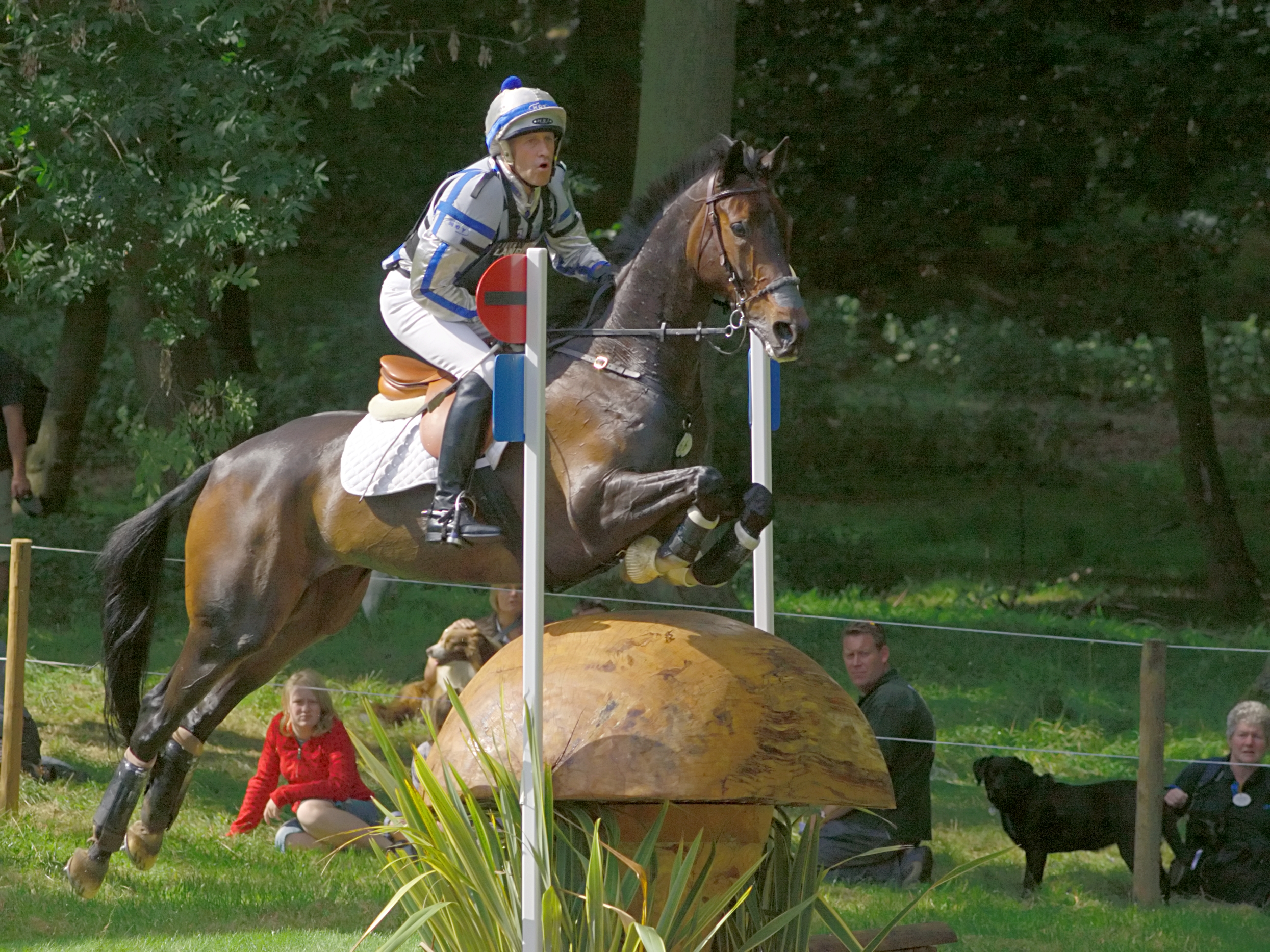
schmale Elemente verlangen genaues Anreiten
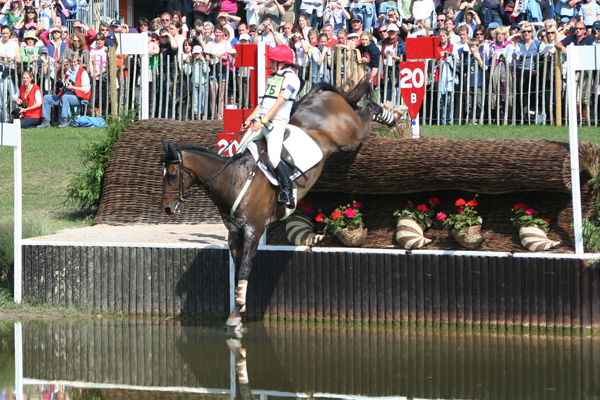
Wassereinsprung, Reiterin lehnt sich zurück, damit sie bei der Landung nicht nach vorne fällt
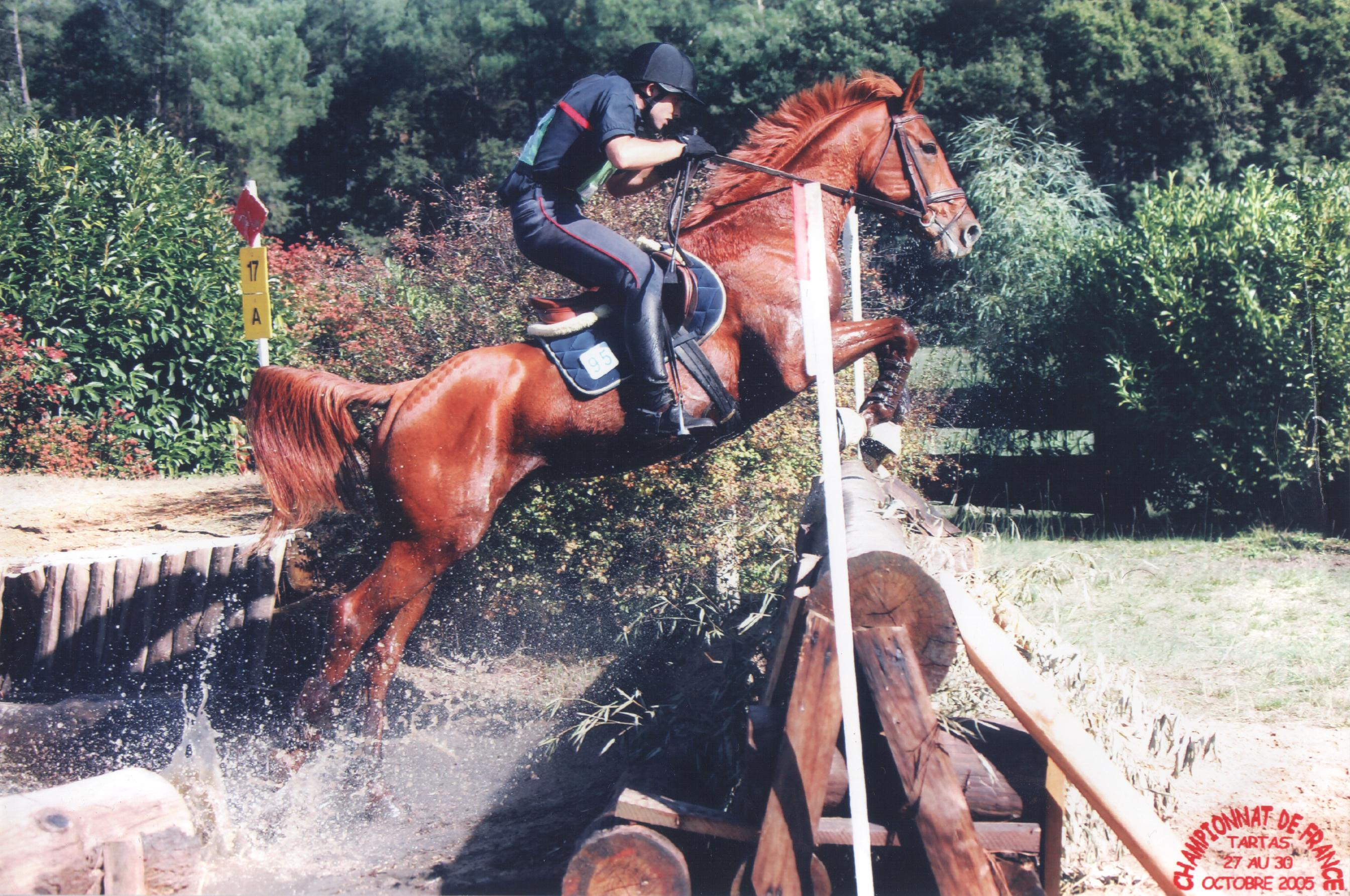
Wasseraussprung

## Hindernisse für den Fahrsport

### Hindernisse beim Geländefahren
Auf Marathonstrecken für das Geländefahren oder auf Fahrtrainingsplätzen gibt es spezielle Fahrhindernisse, zum Beispiel Wasserhindernisse oder mechanische Hindernisse/Trockenhindernisse. Die Hindernisse werden meist aus stabilen Holzpfosten und Stangen gebaut. Wenn möglich wird das natürliche Gelände einbezogen, indem die Hindernisse rund um Bäume oder am Hang gebaut werden. Auch Tunnel oder Brücken können als Hindernisse dienen. Bei großen Veranstaltungen gibt es kunstvoll gestaltete Hindernisse. Meist sind jedoch fest installierte Hindernisse aufwendiger als solche, die nur für eine Veranstaltung gebaut werden.

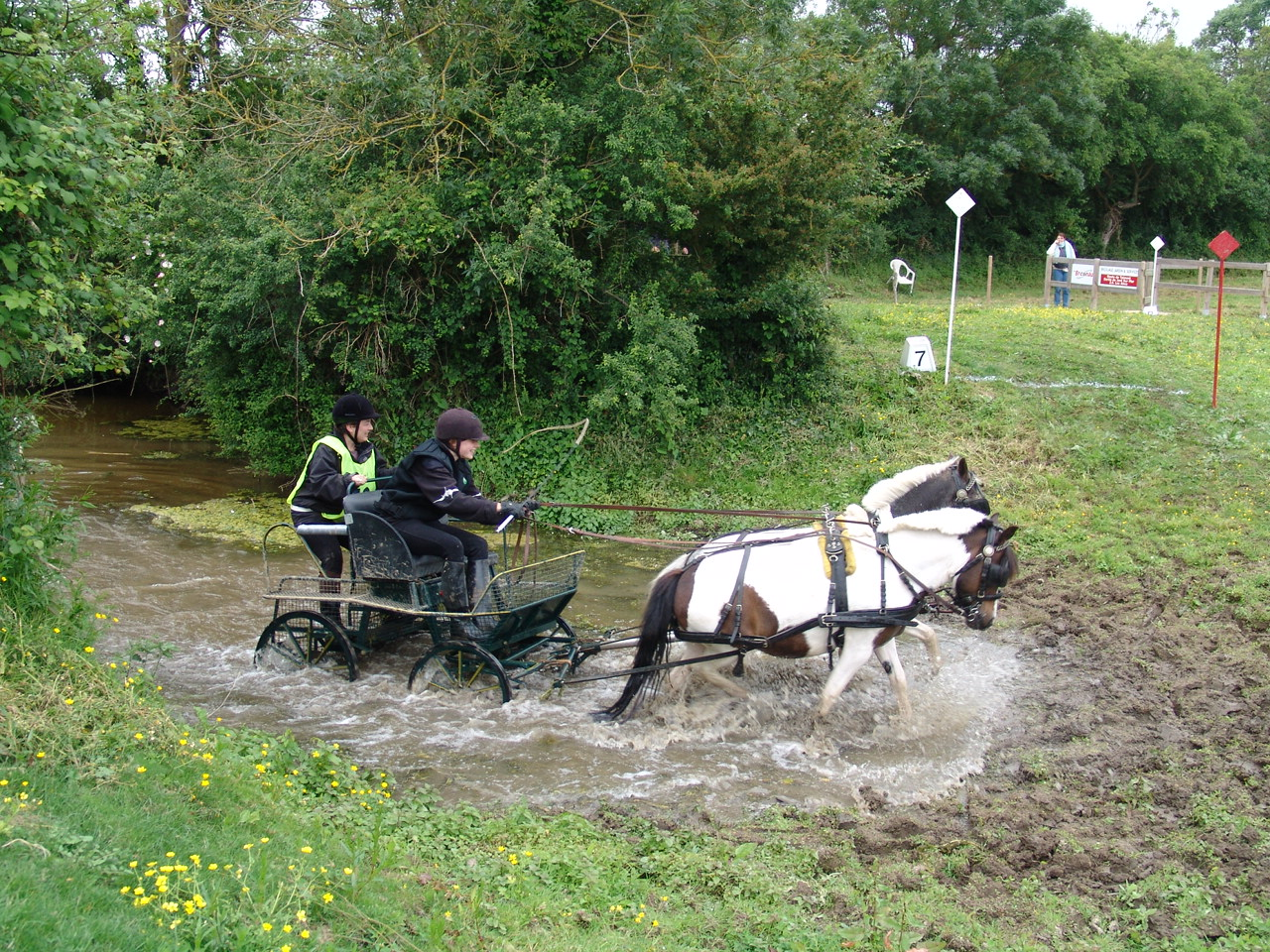
Wassergraben
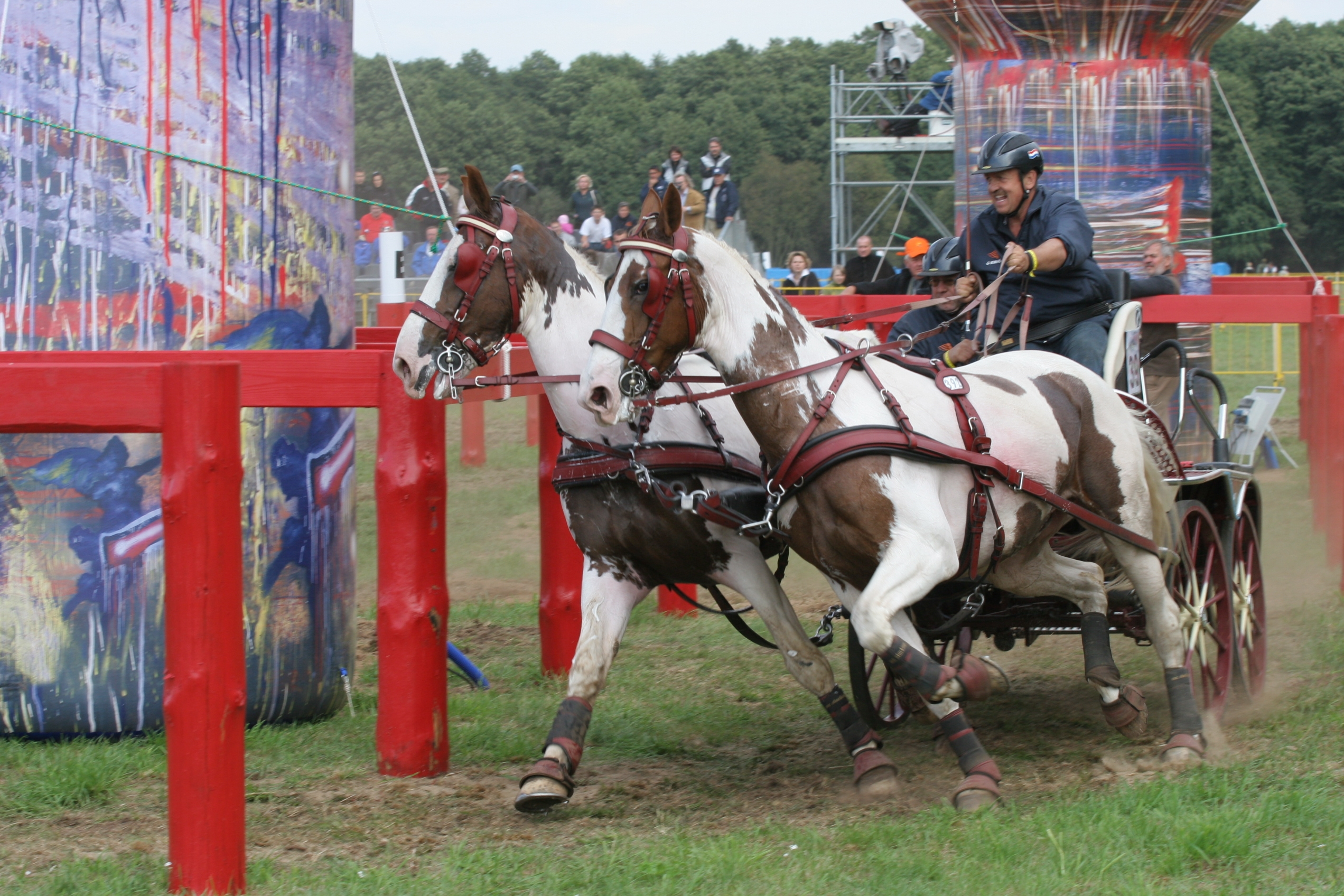
festes Geländehindernis
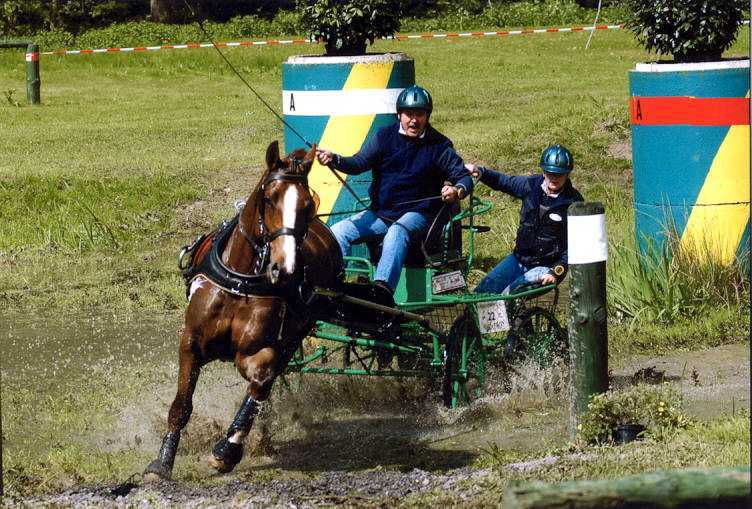
zwei Tonnen
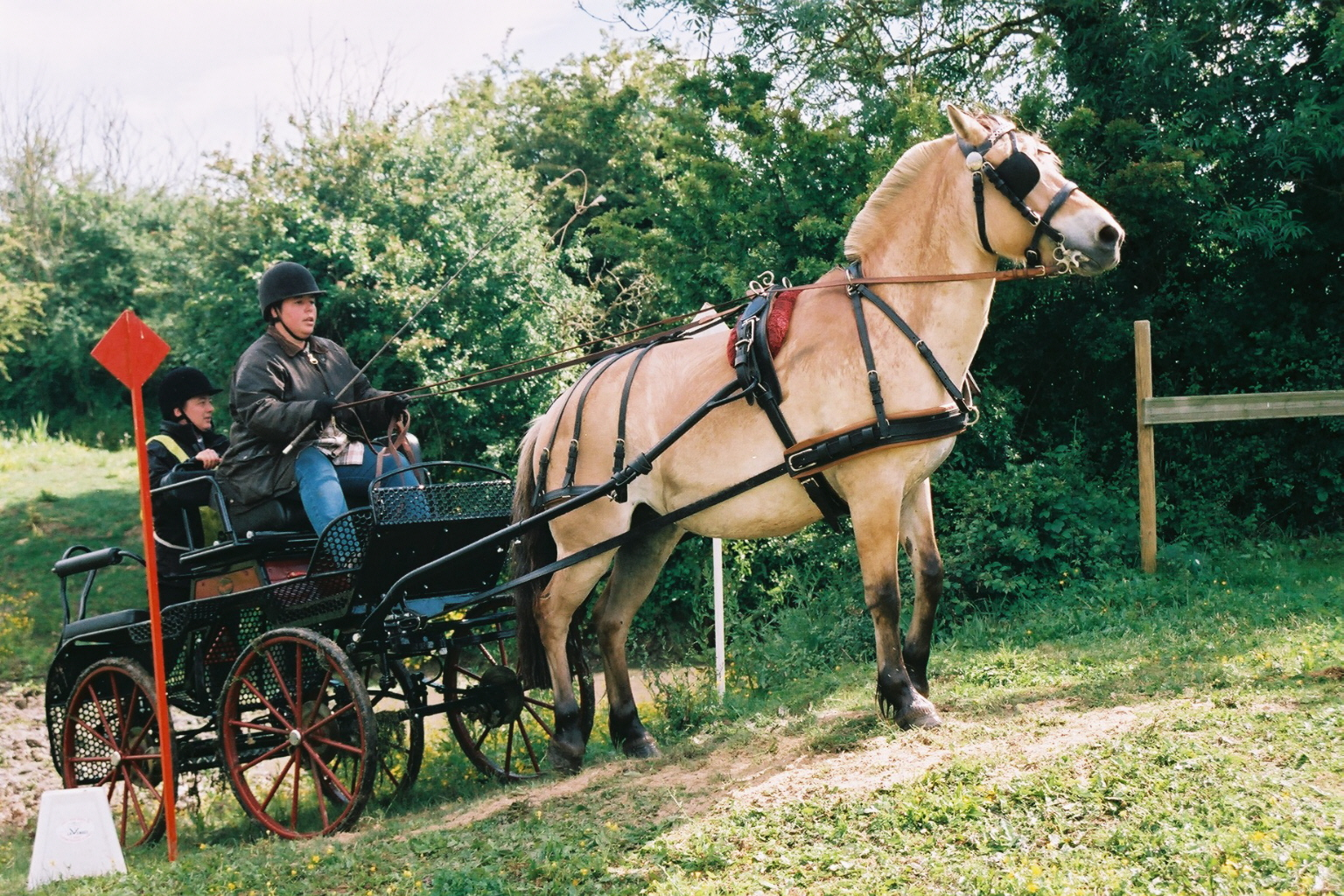
Halten ohne Bremse am Hang
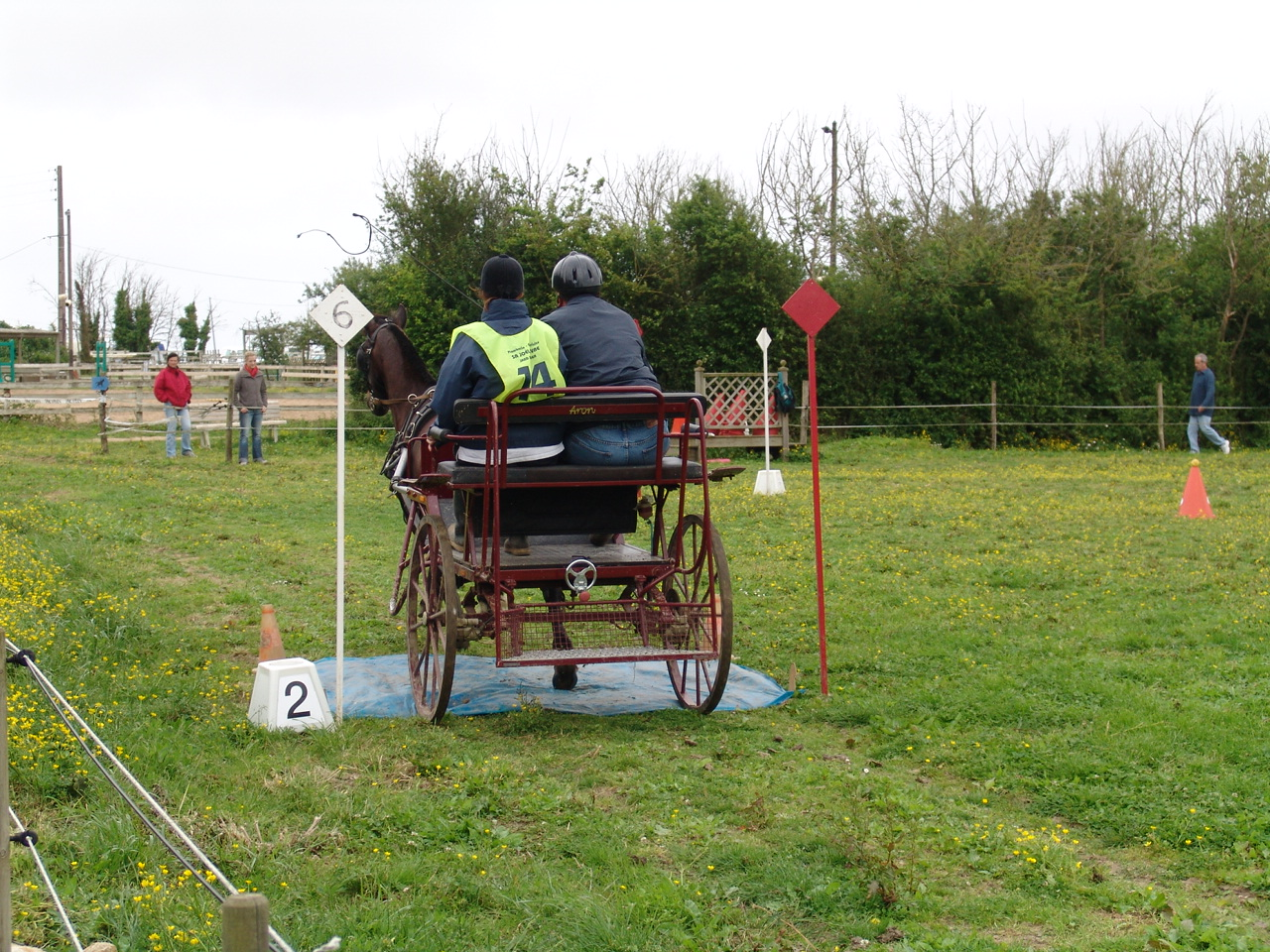
Plane

### Hindernisse beim Hindernisfahren
Beim Hindernisfahren oder Kegelfahren wird so schnell wie möglich durch einen Parcours mit Toren aus Kegelpaaren gefahren. Auf den Kegeln liegen Bälle, die bei Berührung herabfallen (Fehler). Die Tore sind nur wenig breiter als die Spurbreite der Wagen. Die Kegelpaare müssen in der richtigen Reihenfolge, so schnell wie möglich, fehlerfrei durchfahren werden. Bei der „Jagd nach Punkten“ sind die verschiedenen Hindernisse des Parcours unterschiedlich viel Punkte wert. Ziel ist es, in einer bestimmten Zeit möglichst viele Punkte zu sammeln. Die Punktezahl jedes Hindernisses ist auf einer Tafel bei dem rechten Kegel angegeben. Jedes Hindernis darf höchstens zweimal durchfahren werden, dabei ist die Richtung gleichgültig. Ein Hindernis, das innerhalb der erlaubten Zeit begonnen wurde darf noch beendet gefahren werden, anschließend muss die Ziellinie auf direktem Weg überfahren werden. Eine mögliche Strategie ist es das schwierigste Hindernis mit der höchsten Punktzahl zum Schluss in Angriff zu nehmen, da für dieses Hindernis am meisten Zeit nötig ist.

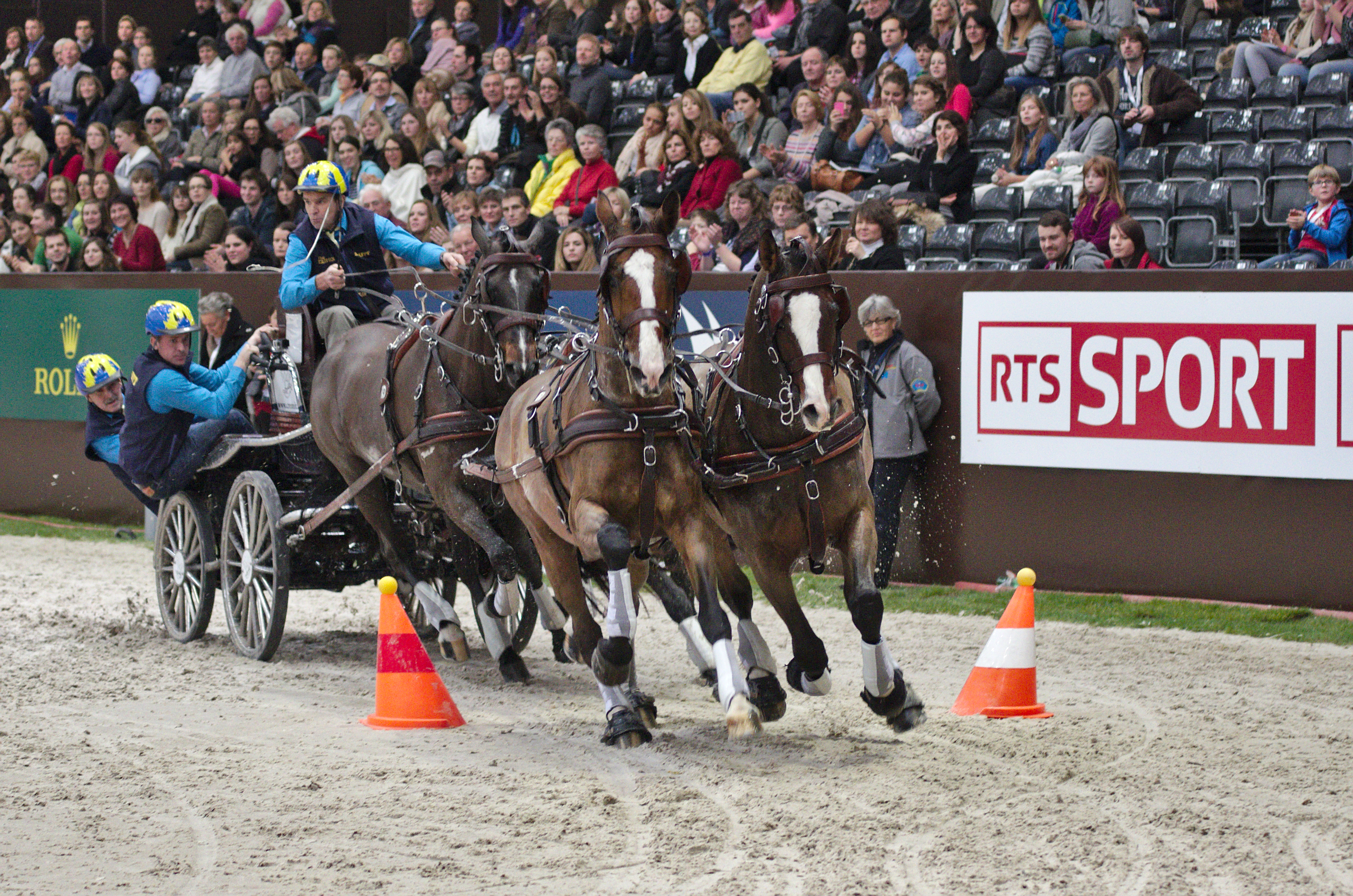
Kegelpaar
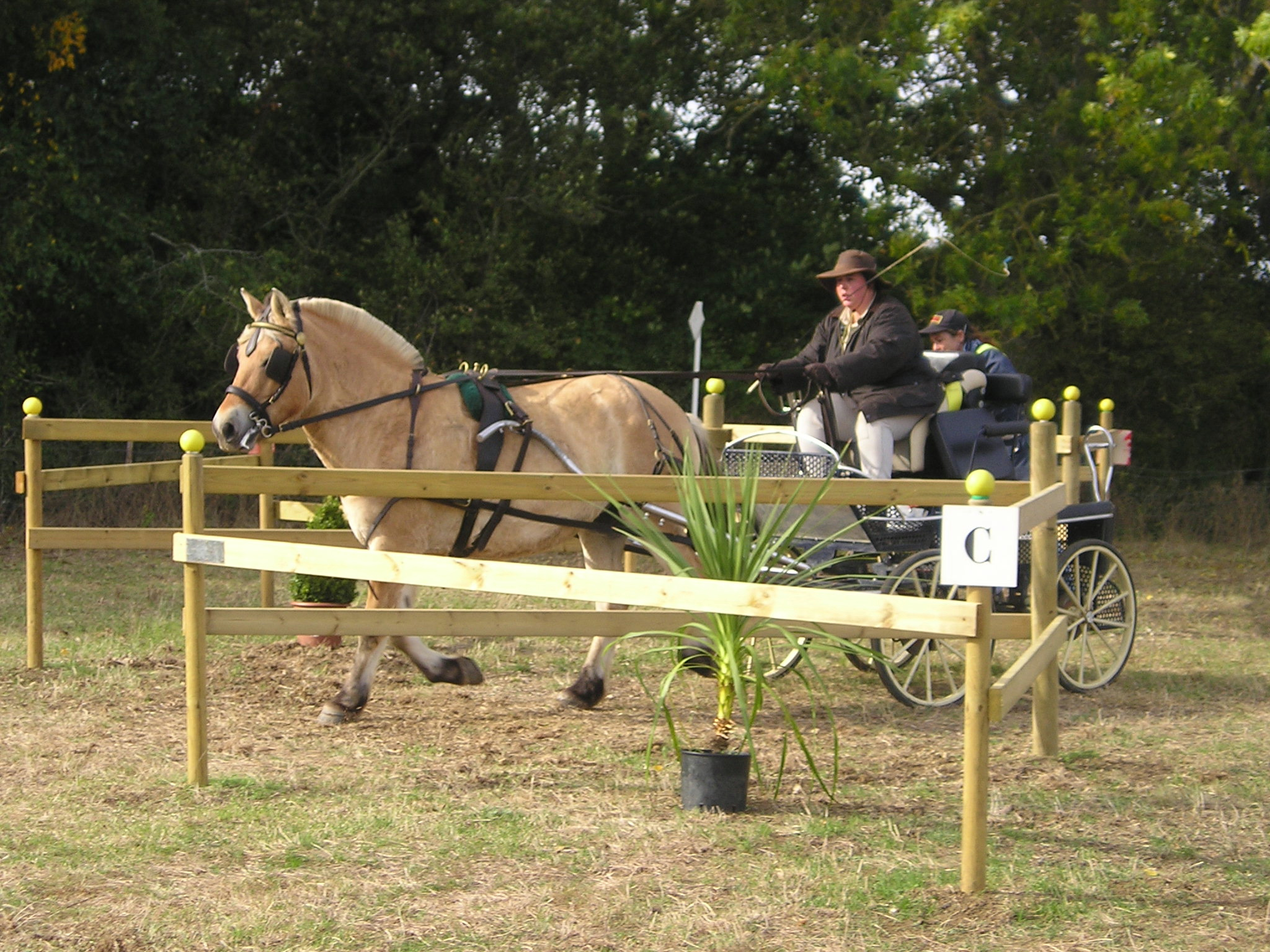
Labyrinth mit losen Bällen
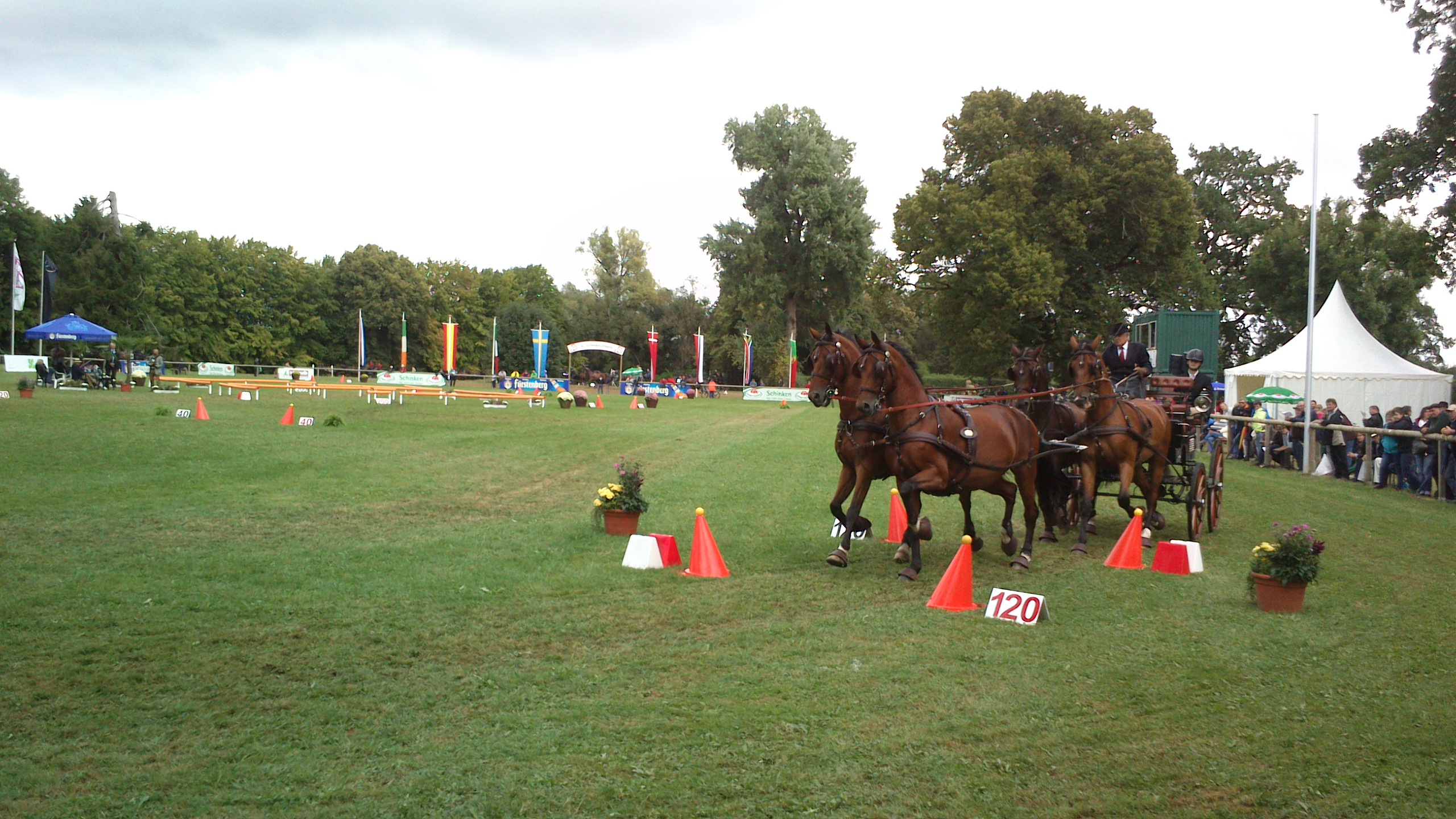
Jagd nach Punkte, das Hindernis mit 120 Punkten ist schwieriger als das Kegelpaar mit 40 Punkten, im Hintergrund ist ein zeitraubendes Labyrinth aufgebaut, das am meisten Punkte wert ist